# HDMI

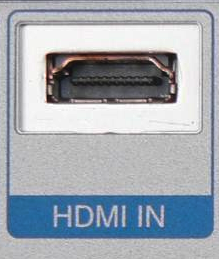
HDMI Type A 단자

HDMI(영어: High-Definition Multimedia Interface)는 장치 간 고품질 영상 및 음성 신호를 전송하는 데 사용되는 독점 디지털 인터페이스의 상표이다. 일반적으로 텔레비전, 컴퓨터 모니터, 투영기, 비디오 게임 콘솔, 개인용 컴퓨터와 같은 장치를 연결하는 데 사용된다. HDMI는 비압축 영상과 압축 또는 비압축 디지털 오디오를 지원하여 단일 케이블로 두 신호를 모두 전송할 수 있다.
2003년에 도입된 HDMI는 컴포지트 비디오, S 비디오, VGA와 같은 구형 아날로그 영상 표준을 가전제품 분야에서 크게 대체했다. 이는 이전의 디지털 비주얼 인터페이스(DVI)에서도 사용되었던 CEA-861 표준을 기반으로 개발되었다. HDMI는 DVI 영상 신호와 전기적으로 호환되며, 어댑터를 통해 신호 변환이나 품질 손실 없이 상호 운용이 가능하다. HDMI를 구형 아날로그 형식뿐만 아니라 디스플레이포트와 같은 디지털 형식의 다른 영상 인터페이스에 연결하기 위한 어댑터 및 액티브 컨버터도 사용할 수 있다.
HDMI는 도입 이후 여러 차례 개정되었으며, 각 버전은 이전 버전과의 하위 호환성을 유지하면서 새로운 기능을 추가했다. HDMI는 영상 및 음성 전송 외에도 소비자 가전 제어(CEC)와 같은 기능을 위한 데이터 전송을 지원한다. CEC를 사용하면 단일 리모컨으로 장치 간 제어가 가능하며, HDMI 이더넷 채널(HEC)은 호환되는 장치 간 네트워크 연결을 가능하게 한다. 또한 소스 장치와 디스플레이 간 자동 구성을 위해 사용되는 디스플레이 데이터 채널(DDC)도 지원한다. 최신 버전에는 3D 영상, 더 높은 해상도, 확장된 색 공간, 음성 리턴 채널(ARC)과 같은 고급 기능이 포함되어 있어 동일한 HDMI 케이블을 통해 디스플레이에서 음성 시스템으로 음성을 다시 보낼 수 있다. 캠코더 및 태블릿 컴퓨터와 같은 소형 장치에 사용하기 위한 미니 및 마이크로 HDMI와 같은 더 작은 커넥터 유형도 도입되었다.
2021년 01월 기준 전 세계적으로 거의 100억 개의 HDMI 지원 장치가 판매되어 오디오/비디오 인터페이스 중 가장 널리 채택된 인터페이스 중 하나가 되었다.

## 역사
HDMI 설립자들은 히타치 제작소, 마쓰시타 (현재 파나소닉 홀딩스), 맥셀, 필립스, 실리콘 이미지(현재 래티스 반도체), 소니그룹, 반티바(구 톰슨), 도시바였다. 인텔은 HDCP 복사 방지 시스템에 기여했다. 새로운 형식은 영화 스튜디오인 폭스, 유니버설, 워너 브라더스, 디즈니뿐만 아니라 콘텐츠 유통업체인 다이렉TV, 에코스타 (디시 네트워크), 케이블랩스의 지원을 받았다.
HDMI 설립자들은 2002년 4월 16일에 DVI와 하위 호환되는 AV 커넥터를 만드는 목표로 HDMI 1.0 개발을 시작했다. 당시 HDTV에는 DVI-HDCP (HDCP가 적용된 DVI)와 DVI-HDTV (CEA-861-B 영상 표준을 사용하는 DVI-HDCP)가 사용되고 있었다. HDMI 1.0은 더 작은 커넥터를 사용하고 음성 기능, 향상된 YCbCr 기능, 소비자 가전 제어 기능을 추가하여 DVI-HDTV를 개선하도록 설계되었다.
HDMI 제품을 테스트하는 최초의 공식 테스트 센터(ATC)는 2003년 6월 23일 미국 캘리포니아에서 실리콘 이미지에 의해 문을 열었다. 일본 최초의 ATC는 2004년 5월 1일 오사카에서 파나소닉에 의해 문을 열었다. 유럽 최초의 ATC는 2005년 5월 25일 프랑스 캉에서 필립스에 의해 문을 열었다. 중국 최초의 ATC는 2005년 11월 21일 선전에서 실리콘 이미지에 의해 문을 열었다. 인도 최초의 ATC는 2008년 6월 12일 벵갈루루에서 필립스에 의해 문을 열었다. HDMI 웹사이트에는 모든 ATC 목록이 있다.
인스탯에 따르면, HDMI 장치 판매량은 2004년에 500만 대, 2005년에 1,740만 대, 2006년에 6,300만 대, 2007년에 1억 4,300만 대였다. HDMI는 HDTV의 사실상 표준이 되었으며, 인스탯에 따르면 2007년 디지털 텔레비전의 약 90%에 HDMI가 포함되었다. 인스탯은 2008년에 2억 2,900만 개의 HDMI 장치가 판매될 것으로 추정했다. 2008년 4월 8일에는 850개 이상의 가전제품 및 PC 회사가 HDMI 사양(HDMI 채택자)을 채택했다. 2009년 1월 7일, HDMI 라이선싱 LLC는 HDMI 장치의 설치 기반이 6억 대를 넘어섰다고 발표했다. 인스탯은 2009년에 3억 9,400만 개의 HDMI 장치가 판매될 것이며, 2009년 말까지 모든 디지털 텔레비전에 최소 하나의 HDMI 입력이 있을 것으로 추정했다.
2008년 1월 28일, 인스탯은 HDMI 출하량이 2008년에 DVI를 넘어설 것으로 예상했으며, 이는 주로 소비자 가전 시장에 의해 주도될 것이라고 보고했다.
2008년, PC 매거진은 HDMI 사양의 CEC 부분에 대해 "세상을 바꾼 혁신"으로 홈 시어터 부문 기술 우수상을 수여했다. 2009년 1월 7일, 미국 텔레비전 예술 과학 아카데미는 HDMI 개발에 기여한 10개 회사에 기술 및 공학 에미상을 수여했다.
2011년 10월 25일, HDMI 설립자들은 HDMI 사양 개발에 관심 있는 회사가 참여할 수 있도록 개방형 조직을 만들기 위해 HDMI 포럼을 설립했다. HDMI 포럼의 모든 회원은 동등한 투표권을 가지며, 기술 작업 그룹에 참여할 수 있고, 선출될 경우 이사회에 참여할 수 있다. HDMI 포럼에 허용되는 회사 수에는 제한이 없지만, 회사는 연간 US$15,000의 수수료를 지불해야 하며, 이사회에 소속된 회사는 추가로 연간 $5,000의 수수료를 지불해야 한다. 이사회는 HDMI 포럼 회원들의 일반 투표로 2년마다 선출되는 11개의 회사로 구성된다. HDMI 사양의 모든 향후 개발은 HDMI 포럼에서 진행되며 HDMI 1.4b 사양을 기반으로 한다. 또한 같은 날 HDMI 라이선싱 LLC는 1,100개 이상의 HDMI 채택자가 있으며 HDMI 표준 출시 이후 20억 개 이상의 HDMI 지원 제품이 출하되었다고 발표했다. 2011년 10월 25일부터 HDMI 사양의 모든 개발은 새로 설립된 HDMI 포럼의 책임이 되었다.
2013년 1월 8일, HDMI 라이선싱 LLC는 1,300개 이상의 HDMI 채택자가 있으며 HDMI 표준 출시 이후 30억 개 이상의 HDMI 장치가 출하되었다고 발표했다. 이 날은 또한 첫 번째 HDMI 사양 출시 10주년을 기념하기도 했다.
2021년 01월 기준 거의 100억 개의 HDMI 장치가 판매되었다.

## 사양
HDMI 사양은 표준의 프로토콜, 신호, 전기 인터페이스 및 기계적 요구 사항을 정의한다.(p. V) HDMI 1.0의 최대 픽셀 클럭 속도는 165 MHz로, 60 Hz에서 1080p 및 WUXGA (1920×1200)를 허용하기에 충분하다. HDMI 1.3은 이를 340 MHz로 증가시켜 단일 디지털 링크를 통해 더 높은 해상도(예: WQXGA, 2560×1600)를 허용한다. HDMI 연결은 단일 링크(유형 A/C/D) 또는 이중 링크(유형 B)일 수 있으며, 영상 픽셀 속도는 25 MHz에서 340 MHz(단일 링크 연결의 경우) 또는 25 MHz에서 680 MHz(이중 링크 연결의 경우)일 수 있다. 25 MHz 미만의 픽셀 속도를 가진 영상 형식(480i의 13.5 MHz와 같은)은 픽셀 반복 방식을 사용하여 TMDS 링크를 통해 전송된다.(§§3, 6.4)

### 오디오/비디오
HDMI는 소비자 기술 협회/미국 전자 산업 협회 861 표준을 사용한다. HDMI 1.0부터 HDMI 1.2a는 EIA/CEA-861-B 영상 표준을 사용하고, HDMI 1.3은 CEA-861-D 영상 표준을 사용하며, HDMI 1.4는 CEA-861-E 영상 표준을 사용한다.:III CEA-861-E 문서는 "영상 형식 및 파형; 색도 측정 및 양자화; 압축 및 비압축 LPCM 오디오 전송; 보조 데이터 전송; 및 비디오 전자공학 표준위원회(VESA) 향상된 확장 디스플레이 식별 데이터 표준(E-EDID) 구현"을 정의한다. 2013년 7월 15일, CEA는 DVI, HDMI, LVDS와 같은 영상 인터페이스에서 사용할 수 있는 표준인 CEA-861-F의 발표를 알렸다. CEA-861-F는 여러 초고선명 영상 형식 및 추가 색 공간을 전송하는 기능을 추가한다.
다양한 HDMI 소스 및 디스플레이 간의 기본 호환성을 보장하기 위해(전기적으로 호환되는 DVI 표준과의 하위 호환성도 마찬가지로) 모든 HDMI 장치는 구성 요소당 8비트의 sRGB 색 공간을 구현해야 한다.(§6.2.3) YCbCr 색 공간 및 더 높은 색 깊이("딥 컬러")를 사용하는 기능은 선택 사항이다. HDMI는 sRGB 4:4:4 크로마 서브샘플링(구성 요소당 8–16비트), xvYCC 4:4:4 크로마 서브샘플링(구성 요소당 8–16비트), Y′CBCR 4:4:4 크로마 서브샘플링(구성 요소당 8–16비트), 또는 Y′CBCR 4:2:2 크로마 서브샘플링(구성 요소당 8–12비트)을 허용한다. HDMI에서 사용할 수 있는 색 공간은 ITU-R BT.601, ITU-R BT.709-5 및 IEC 61966-2-4이다.(§§6.5,6.7.2)
디지털 오디오의 경우, HDMI 장치에 오디오가 있다면 기본 형식인 스테레오 (비압축) PCM을 구현해야 한다. 다른 형식은 선택 사항이며, HDMI는 16비트, 20비트 또는 24비트의 샘플 크기로 8채널까지 비압축 오디오를 허용하며, 샘플 속도는 32 kHz, 44.1 kHz, 48 kHz, 88.2 kHz, 96 kHz, 176.4 kHz 또는 192 kHz이다.(§7) HDMI는 또한 돌비 디지털 및 DTS와 같은 IEC 61937 호환 압축 오디오 스트림과 슈퍼 오디오 CD 속도의 최대 4배까지 8채널 다이렉트 스트림 디지털 오디오(슈퍼 오디오 CD에 사용됨)를 전송한다.(§7) 버전 1.3부터 HDMI는 무손실 압축 오디오 스트림인 돌비 트루HD 및 DTS-HD 마스터 오디오를 허용한다.(§7) Y′CBCR 영상과 마찬가지로 오디오 기능은 선택 사항이다. 음성 리턴 채널(ARC)은 HDMI 1.4 표준에서 도입된 기능이다. "리턴"은 음성이 TV에서 나와 AV 리시버에 연결된 HDMI 케이블을 사용하여 AV 리시버로 "상향" 전송될 수 있는 경우를 의미한다. HDMI 웹사이트에서 제공하는 예시로는 지상파/위성 방송을 직접 수신하거나 영상 소스가 내장된 TV가 음성을 AV 리시버로 "상향" 전송하는 경우가 있다.
HDMI 표준은 클로즈드 캡션 데이터(예: 자막)를 텔레비전으로 디코딩하기 위해 전달하도록 설계되지 않았다. 따라서 모든 클로즈드 캡션 스트림은 DTV에 표시되도록 HDMI 케이블을 통해 전송하기 전에 디코딩되어 영상 스트림에 이미지로 포함되어야 한다. 이는 (디지털 캡션의 경우에도) 캡션 스타일을 HDMI 전송 전에 소스에서 디코딩된 스타일로만 제한한다. 또한 HDMI를 통한 전송이 업컨버전을 위해 필요한 경우 클로즈드 캡션을 방지한다. 예를 들어, DVD 플레이어가 HDMI를 통해 HDTV로 업스케일된 720p/1080i 형식을 전송하는 경우, 해당 형식에 라인 21 VBI가 없으므로 HDTV가 디코딩할 수 있도록 클로즈드 캡션 데이터를 전달할 방법이 없다.

### 통신 채널
HDMI는 세 가지 물리적으로 분리된 통신 채널인 VESA DDC, TMDS 및 선택 사항인 CEC를 갖는다.(§8.1) HDMI 1.4는 ARC와 HEC를 추가했다.

#### 디스플레이 데이터 채널 (DDC)
디스플레이 데이터 채널(DDC)은 I2C 버스 사양을 기반으로 하는 VESA 표준 통신 채널이다. HDMI는 특히 HDMI 소스 장치가 HDMI 싱크 장치에서 E-EDID 데이터를 읽어 어떤 음성/영상 형식을 수신할 수 있는지 학습하는 데 사용되는 향상된 디스플레이 데이터 채널(E-DDC)을 구현하도록 요구한다.(§§8.1, CEC-1.2–CEC-1.3) HDMI는 E-DDC가 I2C 표준 모드 속도(100 kbit/s)를 구현하도록 요구하며, 선택적으로 고속 모드 속도(400 kbit/s)를 구현할 수 있도록 허용한다.(§4.2.8)
DDC 채널의 I2C 주소 0x74는 고대역 디지털 콘텐츠 보호(HDCP)에 활발히 사용된다.

#### 변화 최소화 차분 신호 (TMDS)
HDMI의 변화 최소화 차분 신호(TMDS)는 영상, 음성 및 보조 데이터를 비디오 데이터 기간, 데이터 아일랜드 기간 및 제어 기간이라는 세 가지 다른 패킷 유형을 사용하여 인터리브한다. 비디오 데이터 기간 동안 활성 비디오 라인의 픽셀이 전송된다. 데이터 아일랜드 기간(수평 및 수직 블랭킹 간격 동안 발생) 동안 음성 및 보조 데이터는 일련의 패킷 내에서 전송된다. 제어 기간은 비디오 및 데이터 아일랜드 기간 사이에 발생한다.(§5.1.2)
HDMI와 DVI는 모두 TMDS를 사용하여 비디오 데이터 기간에는 원래 IBM 형식과 다른 8b/10b 인코딩을 사용하여 인코딩된 10비트 문자를 보내고 제어 기간에는 2b/10b 인코딩을 사용한다. HDMI는 데이터 아일랜드 기간에 4b/10b 인코딩을 사용하여 음성 및 보조 데이터를 보낼 수 있는 기능을 추가한다. 각 데이터 아일랜드 기간은 32픽셀 크기이며, 오류 수정을 위한 8비트 BCH ECC 패리티 데이터를 포함하고 패킷 내용을 설명하는 32비트 패킷 헤더를 포함한다. 각 패킷은 4개의 서브패킷을 포함하며, 각 서브패킷은 BCH ECC 패리티 데이터 8비트를 포함하여 64비트 크기이며, 각 패킷이 최대 224비트의 오디오 데이터를 전송할 수 있도록 한다. 각 데이터 아일랜드 기간은 최대 18개의 패킷을 포함할 수 있다. HDMI 1.3a 사양에 설명된 15가지 패킷 유형 중 7가지가 오디오 데이터를 처리하며, 나머지 8가지 유형은 보조 데이터를 처리한다. 이 중 일반 제어 패킷과 색 영역 메타데이터 패킷이 있다. 일반 제어 패킷은 AVMUTE(오디오 노이즈를 유발할 수 있는 변경 중 오디오를 음소거함) 및 색 깊이(현재 비디오 스트림의 비트 깊이를 전송하며 딥 컬러에 필요함)에 대한 정보를 전달한다. 색 영역 메타데이터 패킷은 현재 비디오 스트림에 사용되는 색 공간에 대한 정보를 전달하며 xvYCC에 필요하다.(§§5.2–5.3,6.5.3,6.7.2,6.7.3)

#### 소비자 가전 제어 (CEC)
소비자 가전 제어(CEC)는 사용자가 HDMI를 통해 연결된 최대 15개의 CEC 지원 장치를 제어할 수 있도록 설계된 HDMI 기능이다. (예: 텔레비전 수상기, 셋톱박스, DVD 플레이어를 TV의 리모컨 하나로만 제어). CEC는 또한 개별 CEC 지원 장치가 사용자 개입 없이 서로를 명령하고 제어할 수 있도록 한다.(§CEC-3.1)
CENELEC 표준 AV.link 프로토콜을 기반으로 하는 단일 와이어 양방향 직렬 통신 버스로, 리모컨 기능을 수행한다. CEC 배선은 필수 사항이지만, 제품에 CEC를 구현하는 것은 선택 사항이다.(§8.1) HDMI 사양 1.0에서 정의되었으며 HDMI 1.2, HDMI 1.2a 및 HDMI 1.3a에서 업데이트되었다 (버스에 타이머 및 오디오 명령 추가).(§§CEC-1.2, CEC-1.3, CEC-3.1, CEC-5) 컴퓨터가 CEC 지원 장치를 제어할 수 있도록 하는 USB-CEC 어댑터가 존재한다.

#### HDMI 이더넷 및 음성 리턴 채널
HDMI 1.4에서 도입된 HDMI 이더넷 및 음성 리턴 채널(HEAC)은 고속 양방향 데이터 통신 링크(HEC)와 음성 데이터를 소스 장치로 상향 전송하는 기능(ARC)을 추가한다. HEAC는 커넥터의 두 선, 즉 이전에 사용되지 않던 Reserved 핀(HEAC+라고 함)과 Hot Plug Detect 핀(HEAC−라고 함)을 사용한다.(§HEAC-2.1) ARC 전송만 필요한 경우 HEAC+ 선을 사용하는 단일 모드 신호를 사용할 수 있으며, 그렇지 않은 경우 HEC는 두 선 쌍을 통해 차동 신호로 전송되고 ARC는 쌍의 공통 모드 구성 요소로 전송된다.(§HEAC-2.2)

##### 음성 리턴 채널 (ARC) 및 향상된 음성 리턴 채널 (eARC)
ARC(음성 리턴 채널)는 2009년 HDMI 1.4 표준과 함께 도입된 음성 링크로, TV와 A/V 리시버 또는 스피커 시스템 간의 다른 케이블을 대체하기 위한 것이다. 이 방향은 다른 장치 대신 TV가 영상 스트림을 생성하거나 수신할 때 사용된다. 일반적인 경우로는 스마트 TV에서 넷플릭스와 같은 앱을 실행하지만 음성 재생은 다른 장치에서 처리하는 경우이다. ARC가 없으면 TV에서 출력되는 음성을 일반적으로 토스링크 또는 RCA 단자와 같은 다른 케이블을 통해 스피커 시스템으로 라우팅해야 한다. ARC는 스테레오 PCM 및 압축 코덱인 돌비 디지털, 돌비 디지털 플러스 및 DTS를 최대 5.1 채널까지 지원하며, 돌비 코덱의 돌비 애트모스 메타데이터를 지원한다.
eARC(향상된 음성 리턴 채널)는 2017년 HDMI 2.1 표준과 함께 도입되었다. eARC는 더 높은 대역폭(37Mbps)을 가지며 비압축 서라운드 사운드, 돌비 트루HD 및 DTS-HD 마스터 오디오 패스스루를 최대 32채널까지 지원한다. eARC는 "울트라 고속", "이더넷이 있는 프리미엄 고속", 또는 "이더넷이 있는 고속" HDMI 케이블이 필요하다.

##### HDMI 이더넷 채널 (HEC)
HDMI 이더넷 채널 기술은 영상, 음성 및 데이터 스트림을 단일 HDMI 케이블로 통합하며, HEC 기능은 HDMI를 통한 IP 기반 애플리케이션을 가능하게 하고 100 Mbit/s의 양방향 이더넷 통신을 제공한다. 이더넷 구현의 물리 계층은 하이브리드를 사용하여 감쇠된 100BASE-TX 유형 신호를 단일 연선을 통해 동시에 송수신한다.

### DVI와의 호환성

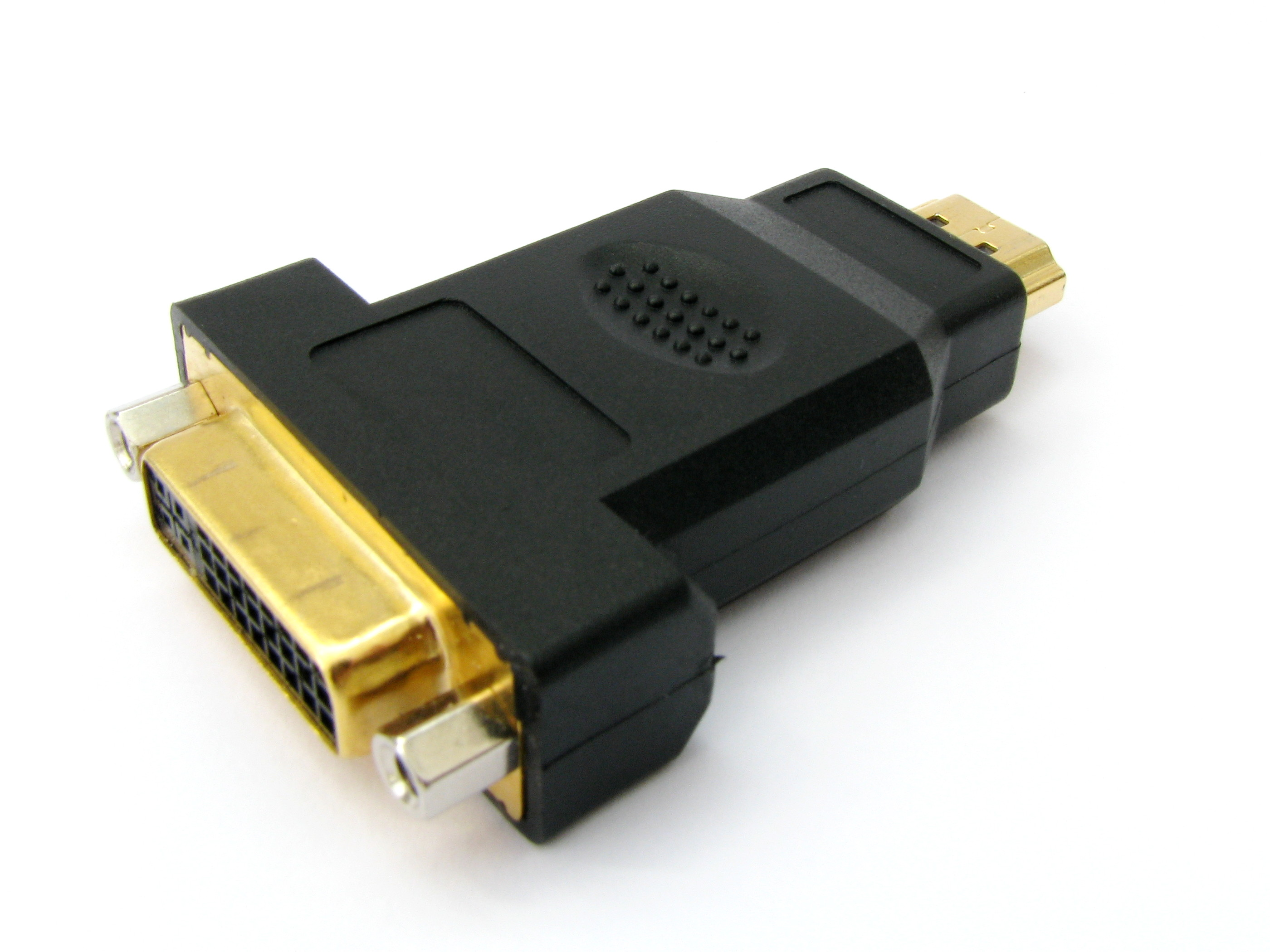
HDMI(수, 오른쪽) 및 DVI(암, 왼쪽) 커넥터가 있는 어댑터

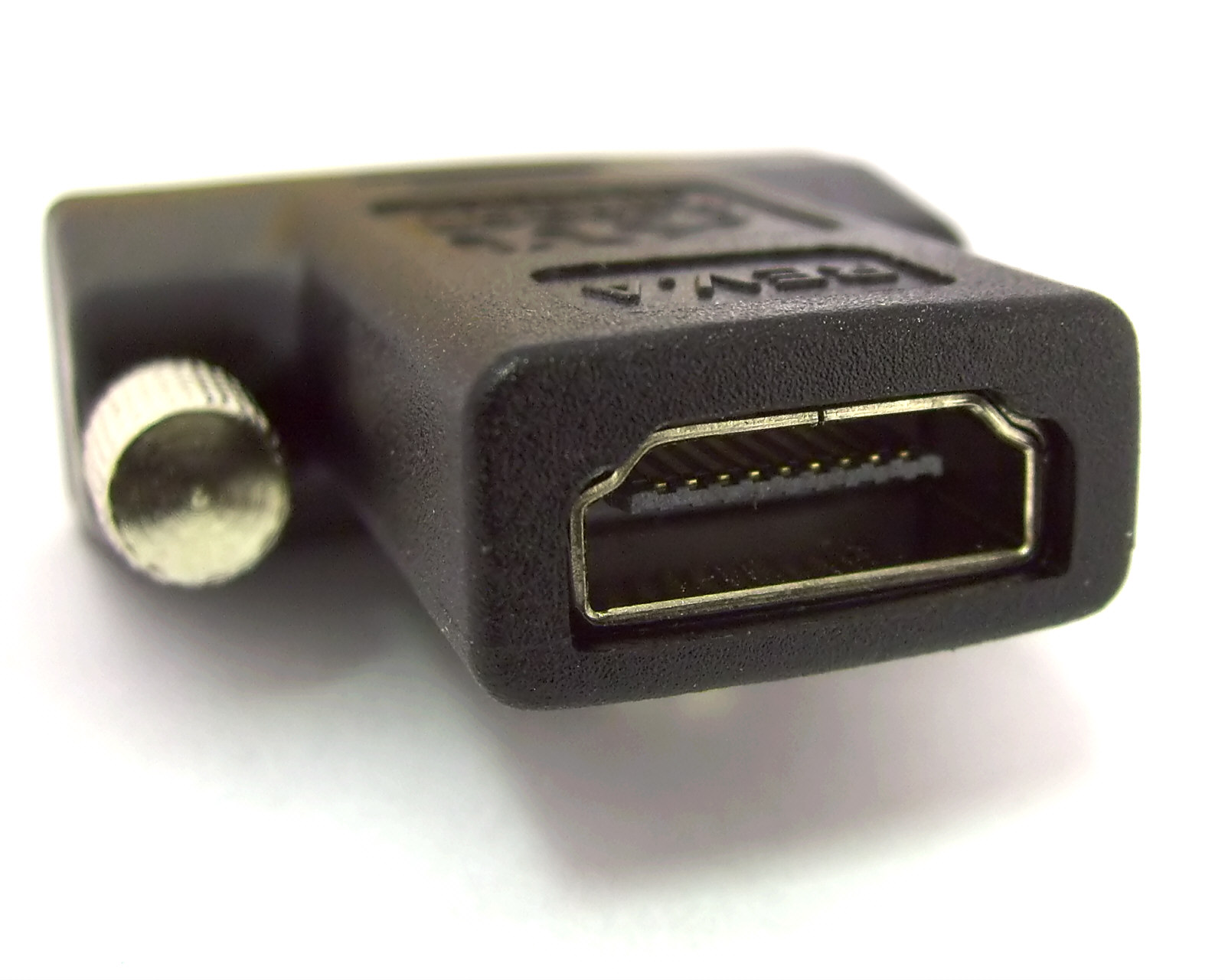
DVI(수, 후면, 보이지 않음) 및 HDMI(암, 전면) 커넥터가 있는 어댑터

HDMI는 단일 링크 디지털 비주얼 인터페이스 디지털 영상(DVI-D 또는 DVI-I, 그러나 DVI-A 또는 이중 링크 DVI 아님)과 하위 호환된다. 어댑터나 비대칭 케이블을 사용할 때 신호 변환이 필요 없으므로 영상 품질 손실이 없다.(appx. C)
사용자 관점에서, HDMI 디스플레이는 단일 링크 DVI-D 소스에 의해 구동될 수 있는데, 이는 HDMI와 DVI-D가 기본적인 상호 운용성을 보장하기 위해 중복되는 최소 허용 해상도 및 프레임 버퍼 형식 세트를 정의하기 때문이다. 반대의 경우, 고대역 디지털 콘텐츠 보호(HDCP)를 통한 콘텐츠 보호가 간섭하거나, HDMI 색상 인코딩이 DVI에서는 불가능한 RGB 대신 YCbCr 구성 요소 색상 공간에 있는 경우가 아니면 DVI-D 모니터는 동일한 수준의 기본 상호 운용성을 갖는다. 블루레이 플레이어와 같은 HDMI 소스는 HDCP 호환 디스플레이를 요구할 수 있으며, HDCP로 보호된 콘텐츠를 비호환 디스플레이로 출력하는 것을 거부할 수 있다. 추가적인 복잡성은 일부 고급 홈 시어터 프로젝터와 같이 HDMI 입력을 갖지만 HDCP 비호환으로 설계된 소량의 디스플레이 장비가 있다는 점이다.
모든 DVI-HDMI 어댑터는 HDMI-DVI 어댑터(및 그 반대)로 작동할 수 있다. 일반적으로 유일한 제한은 어댑터 커넥터의 성별과 함께 사용되는 케이블 및 소켓의 성별이다.
리모컨 및 오디오 전송과 같은 HDMI에 특정한 기능은 기존 DVI-D 신호를 사용하는 장치에서는 사용할 수 없다. 그러나 많은 장치가 DVI 커넥터를 통해 HDMI를 출력하며(예: ATI 3000 시리즈 및 NVIDIA GTX 200 시리즈 비디오 카드),(appx. C) 일부 멀티미디어 디스플레이는 DVI 입력으로 HDMI(오디오 포함)를 수신할 수 있다. 기본적인 호환성 이외의 정확한 기능은 다양하다. 어댑터는 일반적으로 양방향이다.

### 콘텐츠 보호 (HDCP)
고대역 디지털 콘텐츠 보호(HDCP)는 최신 형태의 디지털 권리 관리(DRM)이다. 인텔은 디지털 콘텐츠가 디지털 콘텐츠 보호 그룹에서 설정한 지침을 따르도록 하기 위해 원래 기술을 만들었다.
HDMI는 소스 장치에서 요구하는 경우 HDCP를 사용하여 신호를 암호화할 수 있다. 콘텐트 스크램블 시스템(CSS), CPRM 및 AACS는 암호화된 DVD 비디오, DVD 오디오, HD DVD 및 블루레이 디스크 재생 시 HDMI에서 HDCP 사용을 요구한다. HDCP 리피터 비트는 HDMI 신호의 인증 및 스위칭/분배를 제어한다. HDCP 사양 1.2(HDMI CTS 1.3a부터 시작)에 따르면, HDCP를 구현하는 모든 시스템은 완전히 준수하는 방식으로 이를 수행해야 한다. 이전에 "Simplay HD" 테스트 프로그램과 같은 선택적 테스트에만 필요했던 HDCP 테스트는 이제 HDMI 준수 요구 사항의 일부이다.(§9.2) HDCP는 소스, 싱크 및 리피터의 조합을 사용하여 최대 7단계로 127개의 연결된 장치를 수용한다. 이에 대한 간단한 예시는 HDMI AV 리시버에 연결된 여러 HDMI 장치가 HDMI 디스플레이에 연결된 경우이다.
HDCP 스트리퍼라고 불리는 장치는 영상 신호에서 HDCP 정보를 제거하여 비디오가 HDCP 비호환 디스플레이에서 재생될 수 있도록 한다. 그러나 사용 전에 등록 기관과 공정 이용 및 비밀 유지 협약 양식을 서명해야 하는 경우가 많다.

### 커넥터

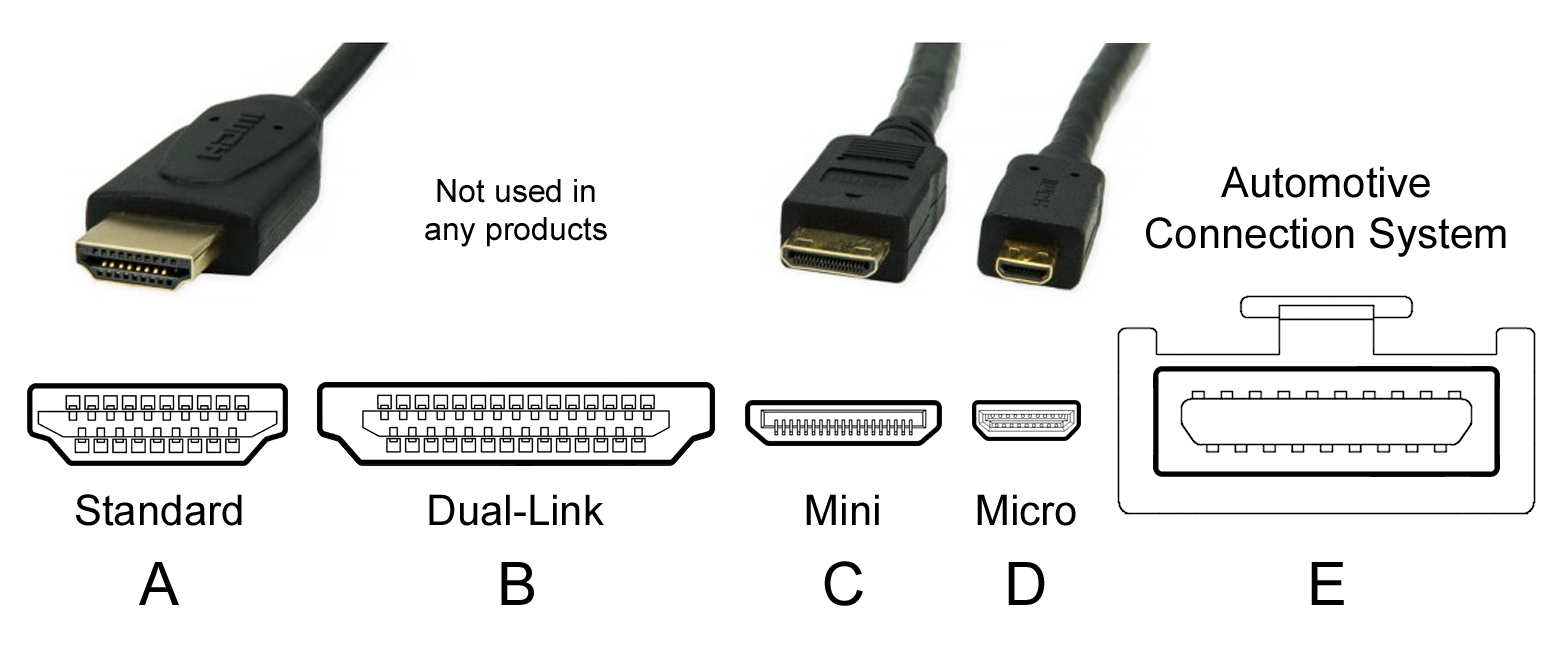
HDMI 커넥터 유형

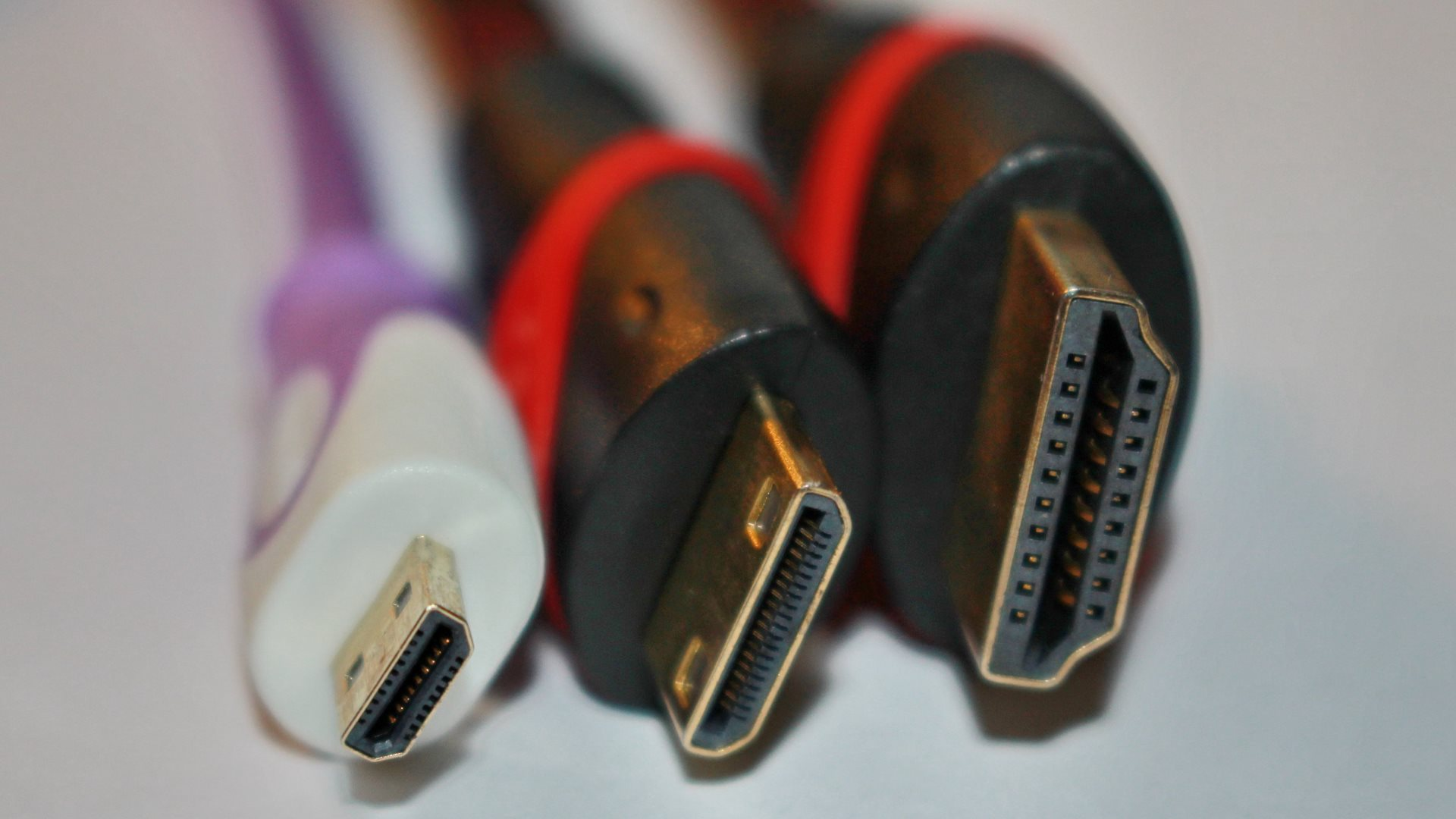
HDMI 커넥터 플러그 (수): 유형 D (마이크로), 유형 C (미니), 유형 A

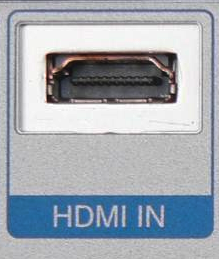
HDMI Type A 소켓

HDMI 커넥터는 다섯 가지 유형이 있다. 유형 A/B는 HDMI 1.0 사양에서 정의되었고, 유형 C는 HDMI 1.3 사양에서 정의되었으며, 유형 D/E는 HDMI 1.4 사양에서 정의되었다.
유형 A; 표준플러그(수) 커넥터의 외부 치수는 13.9 mm × 4.45 mm이며, 소켓(암) 커넥터의 내부 치수는 14 mm × 4.55 mm이다.(§4.1.9.2) 19개의 핀이 있으며, 모든 SDTV, EDTV, HDTV, UHD 및 4K 모드를 전송할 수 있는 대역폭을 갖는다.(§6.3) 단일 링크 DVI-D와 전기적으로 호환된다.(§4.1.3)
유형 B; 이중 링크이 커넥터는 21.2 mm × 4.45 mm이며, 3개 대신 6개의 차동 쌍을 전달하는 29개의 핀을 가지고 있어 WQUXGA (3840×2400)와 같은 매우 고해상도 디스플레이에 사용된다. 이중 링크 DVI-D와 전기적으로 호환된다. HDMI 1.3의 도입으로 단일 링크 HDMI의 최대 대역폭은 이중 링크 DVI-D를 초과했다. HDMI 1.4 기준, 단일 링크에서 이중 링크로의 픽셀 클럭 속도 교차 주파수는 정의되지 않았다.(§§4.1.3,4.1.9.4)
유형 C; 미니 이 미니 커넥터는 유형 A 플러그보다 작으며, 크기는 10.42 mm × 2.42 mm이지만 동일한 19핀 구성을 갖는다.(§§4.1.9.4,4.1.9.6) 휴대용 장치용으로 고안되었다.(§4.1.1) 차이점은 차동 쌍의 모든 양극 신호가 해당 실드와 교환되고, DDC/CEC 접지가 핀 17 대신 핀 13에 할당되며, CEC가 핀 13 대신 핀 14에 할당되고, 예약 핀이 핀 14 대신 17이라는 점이다.(§4.1.10.5) 유형 C 미니 커넥터는 유형 A-유형 C 케이블을 사용하여 유형 A 커넥터에 연결할 수 있다.(§4.1.1)

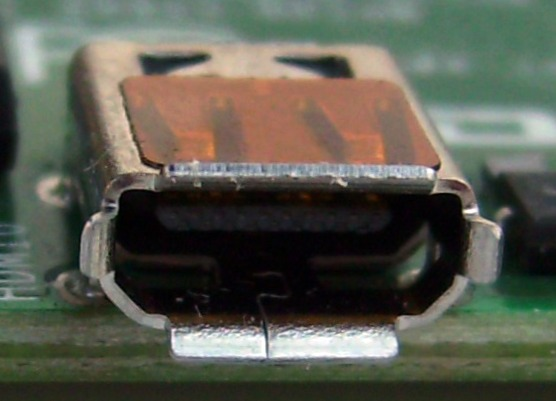
마이크로 HDMI 소켓

유형 D; 마이크로 이 마이크로 커넥터는 마이크로 USB 커넥터와 유사한 크기로 커넥터 크기를 줄여, 5.83 mm × 2.20 mm에 불과하다.(fig. 4.1.9.8) 비교를 위해 마이크로 USB 커넥터는 6.85 mm × 1.8 mm이고 USB Type-A 커넥터는 11.5 mm × 4.5 mm이다. 유형 A 및 C의 표준 19핀을 유지하지만 핀 할당은 두 가지 모두와 다르다.
유형 E; 자동차 자동차 연결 시스템은 케이블이 진동으로 풀리는 것을 방지하는 잠금 탭과 핀이 습기나 먼지로 인해 부식되는 것을 방지하는 쉘을 갖추고 있다.
USB-C 커넥터의 HDMI 대체 모드는 사용자가 USB-C 커넥터를 HDMI 소스 장치(모바일, 태블릿, 랩톱)에 연결할 수 있도록 한다. 이 케이블은 기본 HDMI 커넥터 중 하나를 사용하여 비디오 디스플레이/싱크 장치에 연결된다. 이 경우 이는 HDMI 케이블, 즉 USB-C-HDMI 케이블이다.

### 케이블

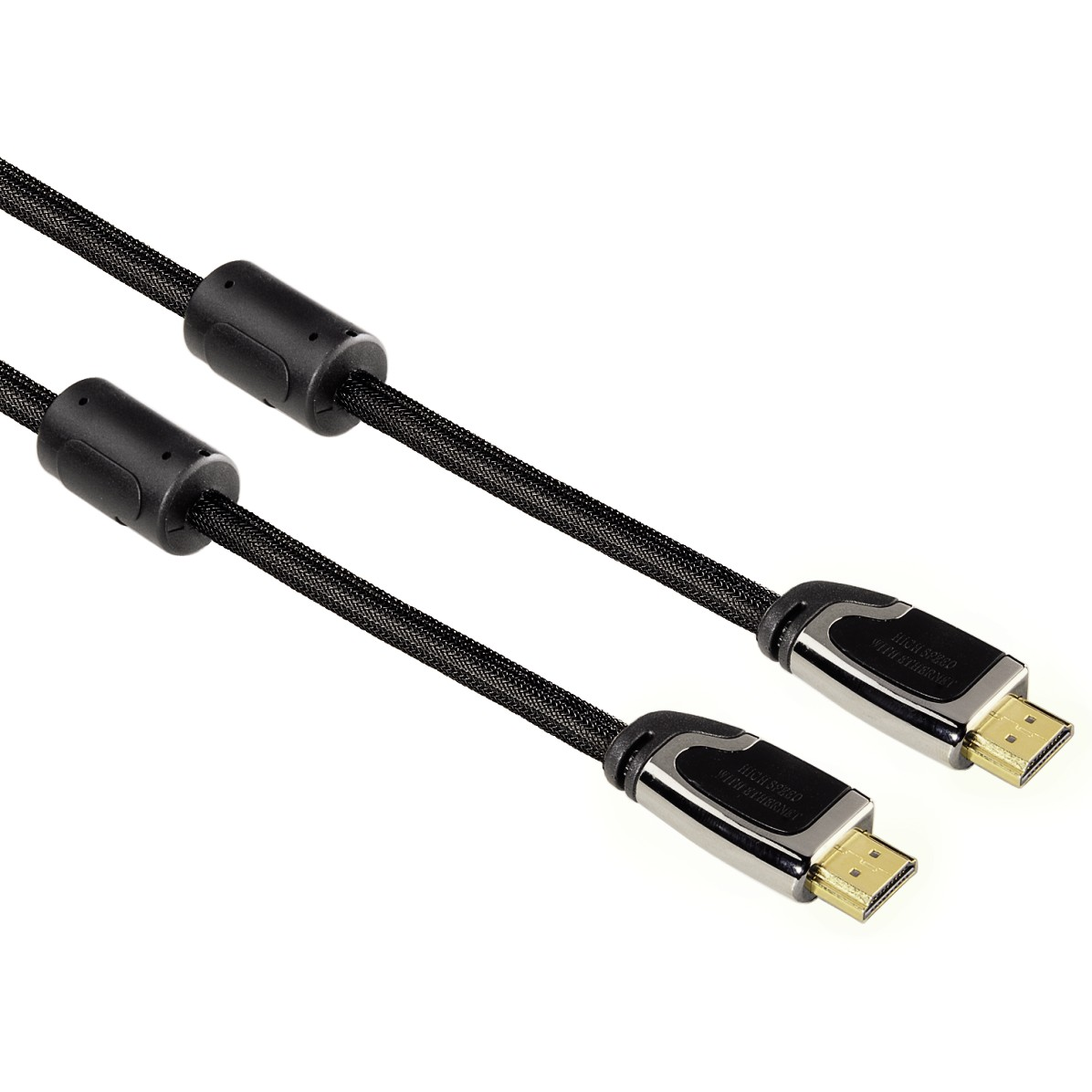
표준 HDMI 케이블

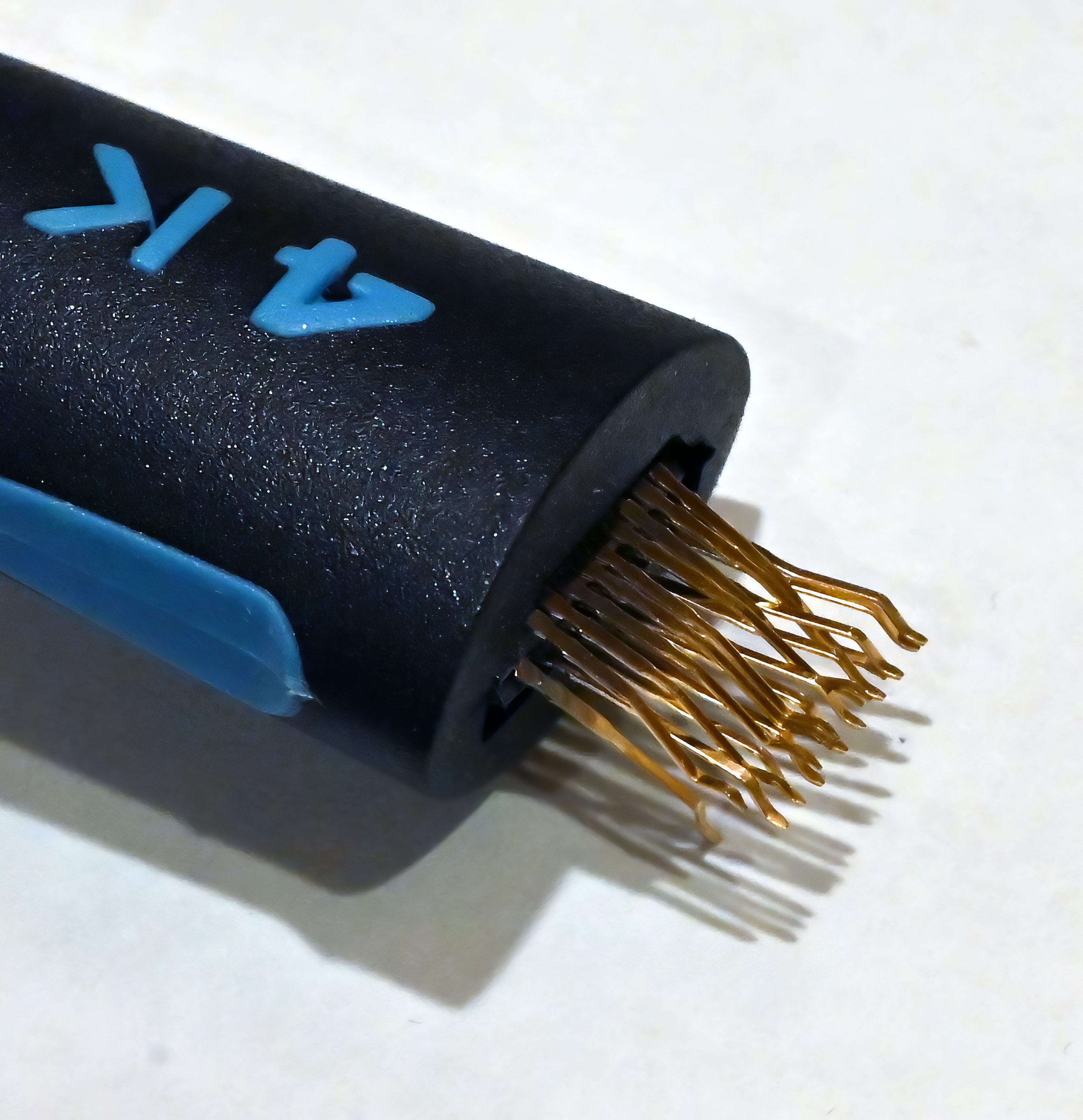
노출된 커넥터의 HDMI 핀

HDMI 케이블은 4개의 차폐 연선으로 구성되며, Ω100 (±15%)의 고유 임피던스를 가지며, 7개의 개별 도체도 포함한다. 이더넷이 있는 HDMI 케이블은 7개의 개별 도체 중 3개가 추가적인 차폐 연선을 형성한다는 점이 다르다(CEC/DDC 접지를 실드로 사용).(§HEAC-2.9)
HDMI 케이블의 최대 길이는 명시되어 있지 않지만, 신호 감쇠(케이블의 구조 품질과 전도성 재료에 따라 다름)는 실제로 사용 가능한 길이를 제한하며 13 m를 초과하는 길이에서는 인증을 받기 어렵다. HDMI 1.3은 두 가지 케이블 범주를 정의한다: 74.25 MHz(720p60 및 1080i60과 같은 해상도를 포함)에서 테스트된 Category 1 인증 케이블과 340 MHz(1080p60 및 4K30과 같은 해상도를 포함)에서 테스트된 Category 2 인증 케이블.(§4.2.6) Category 1 HDMI 케이블은 "표준"으로, Category 2 HDMI 케이블은 "고속"으로 판매된다. HDMI 케이블에 대한 이러한 라벨링 지침은 2008년 10월 17일부터 시행되었다. Category 1 및 2 케이블은 페어 간 스큐, 원단 크로스토크, 감쇠 및 차동 임피던스에 대한 필수 파라미터 사양을 충족하거나, 또는 필수 비균등/균등 아이 다이어그램 요구 사항을 충족할 수 있다.(§4.2.6) 약 5 미터 (16 피트) 길이의 케이블은 AWG 28 (0.081 mm2) 도체를 사용하여 Category 1 사양에 따라 쉽고 저렴하게 제조될 수 있다. 24 AWG (0.205 mm2) 도체를 포함한 더 나은 품질의 구조와 재료를 사용하면 HDMI 케이블은 최대 15 미터 (49 피트) 길이까지 도달할 수 있다. HDMI 1.3 사양 이전에 제작된 5미터 미만의 많은 HDMI 케이블은 Category 2 케이블로 작동할 수 있지만, Category 2 목적으로 작동이 보장되는 것은 Category 2 테스트를 거친 케이블뿐이다.
HDMI 케이블은 공인 테스트 센터(ATC)에서 특정 성능 수준을 보장하기 위해 인증을 받는다. HDMI 2.2 사양에 따르면, 소비자 애플리케이션에서 HDMI 케이블에 대해 다음 인증이 정의된다.
| 인증명                                  | 보증된 비트레이트 | 설명 |
| --------------------------------------- | ----------------- | --- |
| 표준 HDMI 케이블                        | 2.2275 Gbit/s     | 74.25 MHz TMDS(대략 60 Hz에서 1280 × 720 또는 30 Hz에서 1920 × 1080)까지 테스트됨. ARC 및 인라인 이더넷 기능은 "이더넷 포함" 유형이 필요하다.                          |
| 이더넷이 있는 표준 HDMI 케이블          | 2.2275 Gbit/s     | 74.25 MHz TMDS(대략 60 Hz에서 1280 × 720 또는 30 Hz에서 1920 × 1080)까지 테스트됨. ARC 및 인라인 이더넷 기능은 "이더넷 포함" 유형이 필요하다.                          |
| 고속 HDMI 케이블                        | 10.2 Gbit/s       | 340 MHz TMDS(대략 144 Hz에서 1920 × 1080 또는 75 Hz에서 2560 × 1440)까지 테스트됨. ARC 및 인라인 이더넷 기능은 "이더넷 포함" 유형이 필요하다.                          |
| 이더넷이 있는 고속 HDMI 케이블          | 10.2 Gbit/s       | 340 MHz TMDS(대략 144 Hz에서 1920 × 1080 또는 75 Hz에서 2560 × 1440)까지 테스트됨. ARC 및 인라인 이더넷 기능은 "이더넷 포함" 유형이 필요하다.                          |
| 프리미엄 고속 HDMI 케이블               | 18.0 Gbit/s       | 600 MHz TMDS(대략 240 Hz에서 1920 × 1080, 144 Hz에서 2560 × 1440, 또는 60 Hz에서 3840 × 2160)까지 테스트됨. ARC 및 인라인 이더넷 기능은 "이더넷 포함" 유형이 필요하다. |
| 이더넷이 있는 프리미엄 고속 HDMI 케이블 | 18.0 Gbit/s       | 600 MHz TMDS(대략 240 Hz에서 1920 × 1080, 144 Hz에서 2560 × 1440, 또는 60 Hz에서 3840 × 2160)까지 테스트됨. ARC 및 인라인 이더넷 기능은 "이더넷 포함" 유형이 필요하다. |
| 울트라 고속 HDMI 케이블                 | 48.0 Gbit/s       | FRL 48 Gbit/s(HDR을 포함한 144 Hz에서 대략 3840 × 2160)까지 테스트됨.                                                                                                  |
| Ultra96 HDMI 케이블                     | 96.0 Gbit/s       | FRL 96 Gbit/s(HDR을 포함한 288 Hz에서 대략 3840 × 2160)까지 테스트됨.                                                                                                  |

래칭 메커니즘이 있는 다른 커넥터를 사용하는 "자동차용" 표준 및 고속 HDMI 케이블에 대한 별도의 인증도 존재한다.

### 확장기
HDMI 확장기는 외부 전원 또는 HDMI 소스에서 제공되는 5 V DC 전원으로 구동되는 단일 장치(또는 장치 쌍)이다. 긴 케이블은 DDC 신호 약화로 인해 HDCP의 불안정성과 화면 깜박임을 유발할 수 있다. HDCP DDC 신호는 단일 카테고리 5/카테고리 6 케이블을 기반으로 하는 HDMI 확장기의 HDCP 요구 사항을 준수하기 위해 TMDS 영상 신호와 다중화되어야 한다. 여러 회사는 여러 표준 HDMI 케이블을 연결할 수 있는 앰프, 이퀄라이저 및 중계기를 제공한다. 액티브 HDMI 케이블은 케이블 내의 전자 장치를 사용하여 신호를 증폭하고 최대 30 미터 (98 피트) 길이의 HDMI 케이블을 허용한다. HDBaseT를 기반으로 하는 HDMI 케이블은 100미터까지 확장할 수 있으며, 이중 카테고리 5/카테고리 6 케이블을 기반으로 하는 HDMI 확장기는 HDMI를 250 미터 (820 피트)까지 확장할 수 있다. 반면, 광섬유를 기반으로 하는 HDMI 확장기는 HDMI를 300 미터 (980 피트)까지 확장할 수 있다.

### 라이선싱
HDMI 사양은 개방형 표준이 아니다. 제조업체는 HDMI LA의 라이선스를 받아야만 제품이나 구성 요소에 HDMI를 구현할 수 있다. HDMI LA로부터 라이선스를 받은 회사는 HDMI 채택자로 알려져 있다.

#### HDMI 채택자
이전 버전의 HDMI 사양은 대중이 다운로드할 수 있지만, 최신 표준(HDMI 1.4b/2.1)은 채택자만 접근할 수 있다. 또한 규정 준수 및 인증에 사용되는 규정 준수 테스트 사양(CTS)도 채택자만 접근할 수 있다. 모든 HDMI 제품은 합법적으로 판매되기 전에 규정 준수 테스트를 통과해야 한다.
- 채택자는 채택자 계약에 따라 IP 권리를 가진다.
- 채택자는 제품 및 마케팅 자료에 HDMI 로고 및 상표를 사용할 수 있는 권리를 받는다.
- 채택자는 HDMI 웹사이트에 등재된다.
- 채택자의 제품은 공식 HDMI 제품 찾기 데이터베이스에 등재되고 마케팅된다.
- 채택자는 연례 HDMI 개발자 컨퍼런스 및 기술 세미나와 같은 공동 마케팅을 통해 더 많은 노출을 받는다.

#### HDMI 수수료 구조
HDMI 채택자가 되는 것과 관련된 연회비 구조는 두 가지가 있다.
- 대량(10,000개 이상) HDMI 채택자 계약 – US$10,000 (연간)[82]
- 소량(10,000개 이하) HDMI 채택자 계약 – US$5,000 + 고정 US$1의 단위당 관리 수수료[82]

연회비는 채택자 계약 체결 시 납부해야 하며, 매년 이 날짜에 납부해야 한다.
로열티 수수료 구조는 모든 볼륨에 동일하다. 다음의 가변 단위당 로열티는 장치 기반이며, 포트, 칩 또는 커넥터 수에 의존하지 않는다.
- US$0.15 – 각 최종 사용자 라이선스 제품에 대해[82]
- US$0.05 – 제품 및 홍보 자료에 HDMI 로고가 사용된 경우, 단위당 수수료는 US$0.15에서 US$0.05로 감소한다.[82]
- US$0.04 – HDCP가 구현되고 HDMI 로고가 사용된 경우, 단위당 수수료는 US$0.05에서 US$0.04로 감소한다.[82]

HDMI 로고를 사용하려면 규정 준수 테스트가 필요하다. 채택자는 HDCP를 별도로 라이선스해야 한다.
HDMI 로열티는 독립형으로 판매되는 라이선스 제품에 대해서만 지급된다 (즉, HDMI 로열티가 적용되는 다른 라이선스 제품에 통합되지 않은 제품). 예를 들어, 케이블 또는 IC가 TV에 포함되는 채택자에게 판매되어 로열티가 적용되는 경우, 케이블 또는 IC 제조업체는 로열티를 지불하지 않고 TV 제조업체가 최종 제품에 대한 로열티를 지불한다. 케이블이 소비자에게 직접 판매되는 경우, 케이블에는 로열티가 적용된다.

## 버전

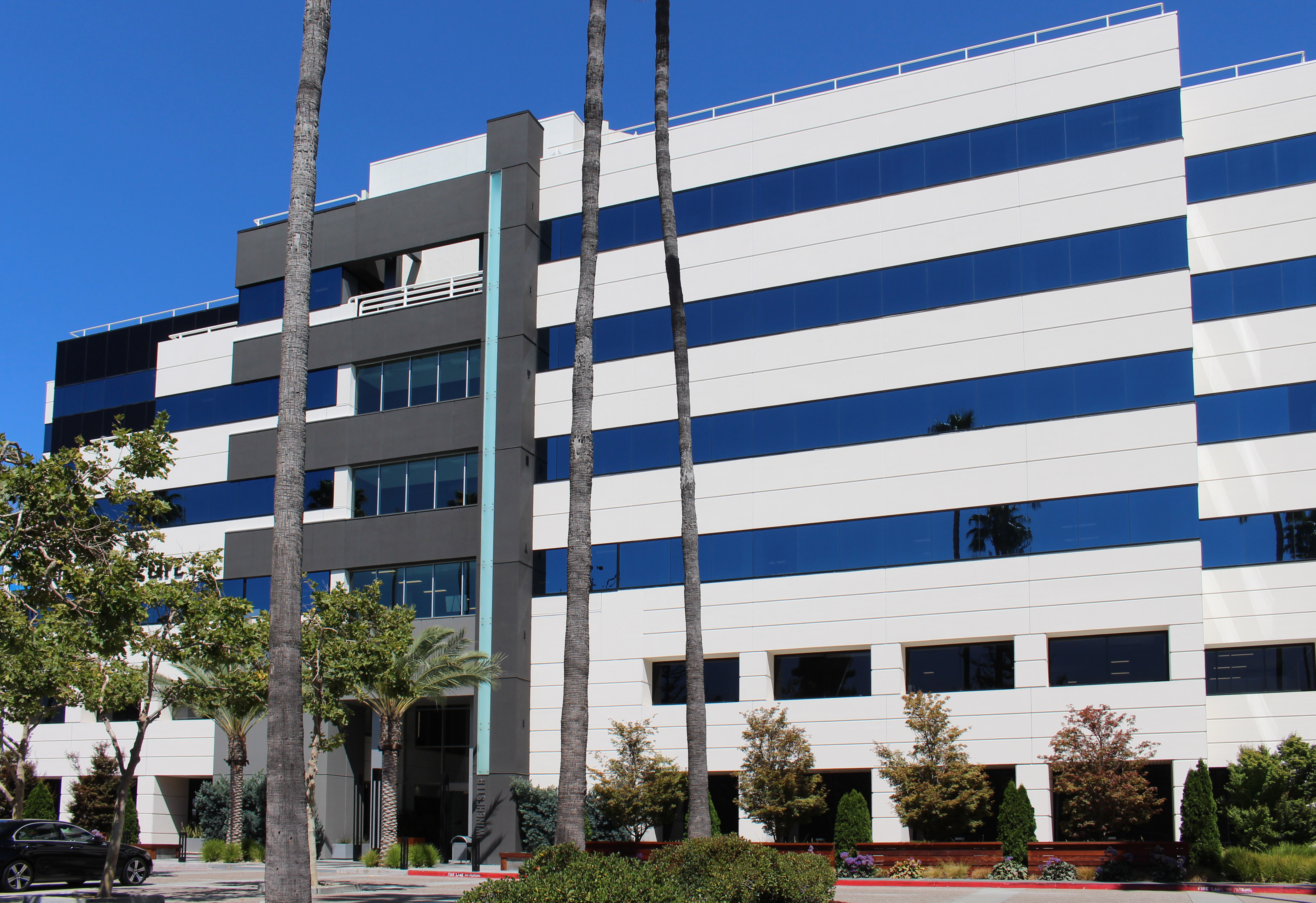
산호세의 HDMI 라이선싱 본부(실리콘 밸리에 위치)

HDMI 장치 및 케이블은 HDMI 라이선싱(버전 1.4b까지) 또는 HDMI 포럼(버전 2.0부터)에서 발행한 HDMI 사양 문서에 따라 설계된다. HDMI 사양은 모든 HDMI 장치가 상호 운용성을 위해 준수해야 하는 최소 기본 요구 사항과 HDMI 장치가 지원할 수 있는 다양한 선택적 기능을 정의한다. 사양은 주기적으로 명확화를 추가하거나 HDMI 장치가 구현할 수 있는 새로운 기능을 정의하기 위해 업데이트된다. 사양의 각 새 버전은 가능한 기능 목록을 확장하지만, 모든 장치에서 새로운 기능에 대한 지원을 의무화하거나 특정 기능을 지원해야 하는 HDMI 제품의 "클래스"를 설정하지 않는다. 버전 번호는 특정 기능에 대한 지원 또는 HDMI 장치 또는 케이블의 기능을 설명하는 제품의 클래스 또는 계층을 나타내지 않는다.
2009년, HDMI 라이선싱은 HDMI 제품 라벨링에 "버전 번호" 사용을 금지했다. 대신, HDMI 장치는 지원하는 기능과 능력을 명시적으로 선언해야 한다. HDMI 케이블의 경우, 기능 지원이 케이블에 의존하지 않으므로(인라인 이더넷 및 ARC 제외) 속도 등급 시스템이 설정되었다. 케이블은 연결의 최대 가능 속도에만 영향을 미친다. HDMI 케이블은 "버전 번호"가 아닌 적절한 속도 인증(즉, 표준 속도, 고속 또는 초고속)으로 라벨링되어야 한다.

### 버전 1.0
HDMI 1.0은 2002년 12월 9일에 출시되었으며, 단일 케이블 디지털 오디오/비디오 커넥터 인터페이스이다. 링크 아키텍처는 DVI를 기반으로 하며, 정확히 동일한 비디오 전송 형식을 사용하지만 비디오 스트림의 블랭킹 간격 동안 오디오 및 기타 보조 데이터를 보낸다. HDMI 1.0은 최대 TMDS 클럭 165 MHz(4.95 Gbit/s 대역폭/링크)를 허용하며, 이는 DVI와 동일하다. 이는 타입 A 및 타입 B라는 두 가지 커넥터를 정의하며, 각각 Single-Link DVI-D 및 Dual-Link DVI-D 커넥터를 기반으로 하는 핀아웃을 갖지만, 타입 B 커넥터는 상업용 제품에 사용된 적이 없다. HDMI 1.0은 비디오 전송에 TMDS 인코딩을 사용하며, 3.96 Gbit/s의 비디오 대역폭(60 Hz에서 1920 × 1080 또는 1920 × 1200) 및 8채널 LPCM/192 kHz/24비트 오디오를 제공한다. HDMI 1.0은 RGB 비디오 지원을 요구하며, Y′CBCR 4:4:4 및 4:2:2에 대한 선택적 지원을 허용한다 (장치가 다른 인터페이스에서 Y′CBCR 지원을 하는 경우 필수). 4:2:2 서브샘플링을 사용하는 경우 10 bpc (30 bit/px) 또는 12 bpc (36 bit/px)의 색 깊이가 허용되지만, RGB 또는 Y′CBCR 4:4:4를 사용하는 경우 8 bpc (24 bit/px) 색 깊이만 허용된다. Rec. 601 및 Rec. 709 색 공간만 지원된다. HDMI 1.0은 EIA/CEA-861-B에 정의된 모든 형식과 HDMI 사양 자체에 나열된 일부 추가 형식을 포함하여 특정 사전 정의된 비디오 형식만 허용한다. 모든 HDMI 소스/싱크는 또한 기본 Single-Link DVI 비디오를 송수신할 수 있어야 하며 DVI 사양을 완전히 준수해야 한다.

### 버전 1.1
HDMI 1.1은 2004년 5월 20일에 출시되었으며 DVD 오디오 지원을 추가했다.

### 버전 1.2
HDMI 1.2는 2005년 8월 8일에 출시되었으며, 슈퍼 오디오 CD에 사용되는 원 비트 오디오를 최대 8채널까지 지원하는 옵션을 추가했다. HDMI를 PC 장치에 더 적합하게 만들기 위해 버전 1.2는 명시적으로 지원되는 형식만 사용해야 한다는 요구 사항을 제거했다. 이는 제조업체가 미리 정의된 지원 형식 목록에 제한되지 않고 임의의 해상도 및 주사율을 허용하는 공급업체별 형식을 만들 수 있는 기능을 추가했다. 또한 720p@100Hz 및 120Hz를 포함한 여러 새로운 형식에 대한 명시적 지원을 추가하고, 기본 RGB 출력만 있는 소스(PC 소스)가 Y′CBCR 출력을 지원할 필요가 없도록 픽셀 형식 지원 요구 사항을 완화했다.(§6.2.3)
HDMI 1.2a는 2005년 12월 14일에 출시되었으며, 소비자 가전 제어(CEC) 기능, 명령 세트 및 CEC 준수 테스트를 완전히 명시한다.

### 버전 1.3
HDMI 1.3은 2006년 6월 22일에 출시되었으며, 최대 TMDS 클럭을 340 MHz(10.2 Gbit/s)로 증가시켰다. 이전 버전과 마찬가지로 TMDS 인코딩을 사용하며, 최대 8.16 Gbit/s의 영상 대역폭을 제공한다 (144 Hz에서 1920 × 1080 또는 75 Hz에서 2560 × 1440에 충분). 10 bpc, 12 bpc, 16 bpc 색 깊이(30, 36, 48 bit/px)를 지원하며, 이를 딥 컬러라고 한다. 또한 이전 버전에서 지원하던 ITU-R BT.601 및 BT.709 색 공간 외에 xvYCC 색 공간을 지원하며, 색 영역 경계를 정의하는 메타데이터를 전송할 수 있는 기능을 추가했다. 또한 AV 리시버에 의한 외부 디코딩을 위해 돌비 트루HD 및 DTS-HD 마스터 오디오 스트림을 출력하는 선택적 기능을 허용한다. 자동 음성 동기화(오디오-비디오 동기화) 기능을 통합한다. 케이블 Categories 1 및 2를 정의했으며, Category 1 케이블은 74.25 MHz까지 테스트되었고 Category 2 케이블은 340 MHz까지 테스트되었다.(§4.2.6) 또한 휴대용 장치용으로 새로운 HDMI 유형 C "미니" 커넥터를 추가했다.(§4.1.1)
HDMI 1.3a는 2006년 11월 10일에 출시되었으며, HDMI Type C에 대한 케이블 및 싱크 수정, 소스 종단 권장 사항, 언더슈트 및 최대 상승/하강 시간 제한을 제거했다. 또한 CEC 정전 용량 제한을 변경했으며, 타이머 제어를 위한 CEC 명령이 변경된 형태로 다시 추가되었고, 오디오 제어 명령도 추가되었다. 또한 SACD를 비압축 원시 DSD 대신 비트스트림 DST 형식으로 스트리밍하는 선택적 기능을 추가했다. HDMI 1.3a는 등록 후 무료로 다운로드할 수 있다.

### 버전 1.4

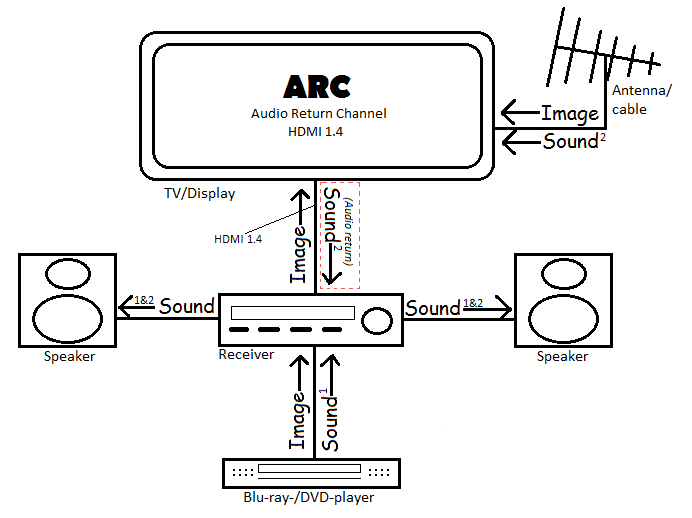
음성 리턴 채널이 있는 HDMI 1.4

HDMI 1.4는 2009년 6월 5일에 출시되었으며, 2009년 2분기 이후 처음으로 시장에 출시되었다. 이전 버전의 대역폭을 유지하면서, HDMI 1.4는 24 Hz에서 4096 × 2160, 24, 25, 30 Hz에서 3840 × 2160에 사용되는 표준화된 타이밍을 정의하고, CTA-861 타이밍과 함께 120 Hz에서 1920 × 1080에 대한 명시적 지원을 추가했다.(§6.3.2) 또한 두 HDMI 연결 장치 간의 100 Mbit/s 이더넷 연결을 수용하여 인터넷 연결을 공유할 수 있도록 하는 HDMI 이더넷 채널(HEC)을 추가했다. 음성 리턴 채널(ARC)을 도입하고, HDMI를 통한 3D, 새로운 마이크로 HDMI 커넥터, sYCC601, 어도비 RGB 및 Adobe YCC601이 추가된 확장된 색 공간 세트, 그리고 자동차 연결 시스템을 추가했다. HDMI 1.4는 필드 대체(인터레이스), 프레임 패킹(전체 해상도 상하 형식), 라인 대체 전체, 나란히 반, 나란히 전체, 2D + 깊이, 2D + 깊이 + 그래픽 + 그래픽 깊이(WOWvx)를 포함한 여러 스테레오스코픽 3D 형식을 정의했다. HDMI 1.4는 3D 디스플레이가 720p50 및 1080p24 또는 720p60 및 1080p24에서 프레임 패킹 3D 형식을 구현하도록 요구한다. HDMI 1.3에서 정의된 고속 HDMI 케이블은 HDMI 이더넷 채널을 제외한 모든 HDMI 1.4 기능과 호환되며, 이 기능은 HDMI 1.4에서 정의된 새로운 이더넷이 있는 고속 HDMI 케이블이 필요하다.
HDMI 1.4a는 2010년 3월 4일에 출시되었으며, 3D 방송 시장의 방향을 기다리며 HDMI 1.4에서 연기되었던 방송 콘텐츠용 두 가지 필수 3D 형식을 추가했다. HDMI 1.4a는 방송, 게임 및 영화 콘텐츠용 필수 3D 형식을 정의했다. HDMI 1.4a는 3D 디스플레이가 720p50 및 1080p24 또는 720p60 및 1080p24에서 프레임 패킹 3D 형식, 1080i50 또는 1080i60에서 나란히 수평, 720p50 및 1080p24 또는 720p60 및 1080p24에서 상하 형식을 구현하도록 요구한다.
HDMI 1.4b는 2011년 10월 11일에 출시되었으며, 1.4a 문서에 대한 사소한 설명만을 포함했다. HDMI 1.4b는 HDMI LA가 책임지는 마지막 표준 버전이다. 이후 모든 HDMI 사양 버전은 2011년 10월 25일에 설립된 HDMI 포럼에서 제작한다.

### 버전 2.0
HDMI 2.0은 일부 제조업체에서 HDMI UHD로 불리며, 2013년 9월 4일에 출시되었다.
HDMI 2.0은 최대 대역폭을 18.0 Gbit/s로 증가시킨다. HDMI 2.0은 이전 버전과 마찬가지로 비디오 전송에 TMDS 인코딩을 사용하며, 최대 14.4 Gbit/s의 비디오 대역폭을 제공한다. 이는 HDMI 2.0이 24 bit/px 색 깊이로 60 Hz에서 4K 비디오를 전송할 수 있도록 한다. HDMI 2.0의 다른 기능으로는 Rec. 2020 색 공간 지원, 최대 32채널 오디오, 최대 1536 kHz 오디오 샘플 주파수, 동일 화면에서 여러 사용자에게 듀얼 비디오 스트림, 최대 4개의 오디오 스트림, 4:2:0 크로마 서브샘플링, 25 fps 3D 형식, 21:9 화면비 지원, 비디오 및 오디오 스트림의 동적 동기화, HE-AAC 및 DRA 오디오 표준, 향상된 3D 기능, 추가 CEC 기능 등이 있다.
HDMI 2.0a는 2015년 4월 8일에 출시되었으며, 정적 메타데이터와 함께 고동적범위(HDR) 영상 지원을 추가했다.
HDMI 2.0b는 2016년 3월에 출시되었다. HDMI 2.0b는 처음에는 CTA-861.3 사양에 명시된 HDMI 2.0a와 동일한 HDR10 표준을 지원했다. 2016년 12월, CTA-861-G 사양에서 하이브리드 로그-감마(HLG)를 포함하는 정적 메타데이터 신호 확장을 통해 HDR 영상 전송에 대한 추가 지원이 HDMI 2.0b에 추가되었다.

### 버전 2.1
HDMI 2.1은 HDMI 포럼에서 2017년 1월 4일에 공식 발표되었으며, 2017년 11월 28일에 출시되었다. 이는 4K 120 Hz 및 8K 60 Hz를 포함한 더 높은 해상도와 주사율을 지원한다. HDMI 2.1은 또한 울트라 고속(개발 중에는 48G로 불림)이라는 새로운 HDMI 케이블 범주를 도입하여 이러한 형식에 필요한 새로운 더 높은 속도를 인증한다. 울트라 고속 HDMI 케이블은 이전 HDMI 장치와 하위 호환되며, 이전 케이블은 새로운 HDMI 2.1 장치와 호환되지만, 전체 48 Gbit/s 대역폭은 새로운 케이블에서만 지원된다.
일부 시스템은 HDMI 포럼이 오픈 소스 구현(예: 리눅스 오픈 소스 드라이버)에서 사용을 막고 있기 때문에 HDMI 2.1을 사용하지 못할 수 있다. 이러한 시스템의 사용자는 고해상도 및 속도에 액세스하려면 대신 디스플레이포트를 사용해야 할 수 있다.
다음 기능이 HDMI 2.1 사양에 추가되었다.
- 최대 지원 형식은 10K@120 Hz이다.
- 장면별 또는 프레임별로 HDR 메타데이터를 지정하기 위한 동적 HDR
  - 참고: HDMI 2.1은 HDMI를 통한 동적 HDR 메타데이터 전송을 표준화했지만, 실제로는 이미 HDMI 2.0에서 돌비 비전 및 HDR10+가 활용하던 동적 메타데이터 인터페이스를 공식화한 것에 불과하므로 돌비 비전이나 HDR10+는 제대로 작동하기 위해 HDMI 2.1을 요구하지 않는다.[121]
- 디스플레이 스트림 압축(DSC) 1.2는 4:2:0 크로마 서브샘플링을 사용하는 8K 이상의 영상 형식에 사용된다.
- 4K, 8K, 10K를 위한 고프레임률(HFR)로, 최대 120 Hz의 주사율을 지원한다.
- 돌비 애트모스 및 DTS:X와 같은 객체 기반 음성 형식을 위한 향상된 음성 리턴 채널(eARC)
- 향상된 주사율 및 지연 시간 단축 기능:
  - VRR(Variable Refresh Rate)은 게임에서 렉, 끊김, 화면 찢어짐 현상을 줄이거나 제거하여 더욱 부드러운 움직임을 제공한다.
  - QMS(Quick Media Switching)는 영화 및 비디오 재생 시 콘텐츠가 표시되기 전에 발생할 수 있는 검은 화면 지연을 없앤다.
  - QFT(Quick Frame Transport)는 링크 하드웨어가 콘텐츠 해상도 및 프레임 속도에 필요한 최소 대역폭보다 더 많은 대역폭을 지원할 때 개별 그림을 HDMI 링크를 통해 가능한 한 빠르게 전송하여 대기 시간을 줄인다. QFT를 사용하면 개별 그림이 더 빨리 도착하며, 일부 하드웨어 블록은 그림 사이의 더 긴 시간 동안 완전히 전원을 꺼서 발열을 줄이고 배터리 수명을 연장할 수 있다.
- 자동 저지연 모드(ALLM) – 디스플레이 장치가 최상의 대기 시간 또는 최상의 픽셀 처리를 위해 픽셀 처리를 최적화하는 옵션을 지원하는 경우, ALLM을 통해 현재 HDMI 소스 장치는 자체 콘텐츠의 특성을 더 잘 이해하여 사용자가 가장 선호할 모드를 자동으로 선택할 수 있다.

18.0 Gbit/s (4K 60 Hz 8 bpc RGB)보다 더 많은 대역폭을 요구하는 영상 형식(예: 4K 60 Hz 10 bpc (HDR), 4K 120 Hz, 8K 60 Hz)에는 새로운 "울트라 고속" 또는 "이더넷이 있는 울트라 고속" 케이블이 필요할 수 있다. HDMI 2.1의 다른 새로운 기능은 기존 HDMI 케이블로 지원된다.
최대 대역폭 증가는 데이터 채널의 비트 전송률과 채널 수를 모두 증가시켜 달성된다. 이전 HDMI 버전은 세 개의 데이터 채널(HDMI 2.0에서 각각 최대 6.0 Gbit/s, HDMI 1.4에서 최대 3.4 Gbit/s로 작동)을 사용하며, TMDS 클럭 신호용 추가 채널도 사용된다. TMDS 클럭 신호는 데이터 채널 속도의 일부(3.4 Gbit/s까지의 신호 전송률에서는 1/10 속도, 즉 최대 340 MHz; 3.4에서 6.0 Gbit/s 사이의 신호 전송률에서는 1/40 속도, 즉 최대 150 MHz)로 작동한다. HDMI 2.1은 데이터 채널의 신호 전송률을 12 Gbit/s로 두 배 증가시킨다. 데이터 구조는 내장 클럭 신호를 포함하는 새로운 패킷 기반 형식으로 변경되어, 이전의 TMDS 클럭 채널을 네 번째 데이터 채널로 사용할 수 있게 되어 해당 채널의 신호 전송률도 12 Gbit/s로 증가한다. 이러한 변경 사항은 전체 대역폭을 18.0 Gbit/s (3 × 6.0 Gbit/s)에서 48.0 Gbit/s (4 × 12.0 Gbit/s)로 증가시켜 대역폭을 2.66배 향상시킨다. 또한 데이터는 이전 버전에서 사용된 TMDS 방식(80% 대비 88.8%)에 비해 데이터에 더 큰 비율의 대역폭을 사용하는 16b/18b 인코딩 방식을 사용하여 더 효율적으로 전송된다. 이는 2.66배 대역폭과 결합하여 HDMI 2.1의 최대 데이터 전송률을 14.4 Gbit/s에서 42.6 Gbit/s로 증가시킨다. FEC 오버헤드를 제외하면 사용 가능한 데이터 전송률은 약 42.0 Gbit/s로, HDMI 2.0 데이터 전송률의 약 2.92배이다.
HDMI 2.1에서 제공하는 48 Gbit/s의 대역폭은 8K 해상도에서 약 50 Hz, 8 bpc RGB 또는 Y′CBCR 4:4:4 색상에 충분하다. 더 높은 형식을 달성하기 위해 HDMI 2.1은 최대 3∶1의 압축률로 디스플레이 스트림 압축(DSC)을 사용할 수 있다. DSC를 사용하면 8K (7680 × 4320) 120 Hz 또는 10K (10240 × 4320) 100 Hz를 8 bpc RGB/4:4:4로 사용할 수 있다. 4:2:2 또는 4:2:0 크로마 서브샘플링과 DSC를 함께 사용하면 훨씬 더 높은 형식을 사용할 수 있다.
HDMI 2.1a는 2022년 2월 15일에 출시되었으며, Source-Based Tone Mapping (SBTM) 지원을 추가했다.
HDMI 2.1b는 2023년 8월 10일에 출시되었다.

### 버전 2.2
HDMI 2.2는 2025년 1월 6일에 발표되었으며, 2025년 6월 25일에 출시되었다. 최대 허용 비트레이트는 96 Gbit/s로 증가했으며, 음성 및 영상 동기화 개선을 위한 Latency Indication Protocol (LIP) 지원이 추가되었다.

### 버전 비교

#### 주요 사양
| HDMI 버전                      | 1.0–1.2a                                                                       | 1.3–1.3a                                | 1.4–1.4b                                                    | 2.0–2.0b                                                   | 2.1–2.1b                                                  | 2.2         |
| ------------------------------ | ------------------------------------------------------------------------------ | --------------------------------------- | ----------------------------------------------------------- | ---------------------------------------------------------- | --------------------------------------------------------- | ----------- |
| 출시일                         | - 2002년 12월 (1.0) - 2004년 5월 (1.1) - 2005년 8월 (1.2) - 2005년 12월 (1.2a) | - 2006년 6월 (1.3) - 2006년 11월 (1.3a) | - 2009년 6월 (1.4) - 2010년 3월 (1.4a) - 2011년 10월 (1.4b) | - 2013년 9월 (2.0) - 2015년 4월 (2.0a) - 2016년 3월 (2.0b) | - 2017년 11월 (2.1) - 2022년 2월 (2.1a) 2023년 8월 (2.1b) | 2025년 6월  |
| 신호 사양                      |                                                                                |                                         |                                                             |                                                            |                                                           |             |
| 최대. 전송 비트레이트 (Gbit/s) | 4.95                                                                           | 10.2                                    | 10.2                                                        | 18.0                                                       | 48.0                                                      | 96.0        |
| 최대. 데이터 전송률 (Gbit/s)   | 3.96                                                                           | 8.16                                    | 8.16                                                        | 14.4                                                       | 42.0                                                      | 84.0        |
| 최대. TMDS 문자 속도 (MHz)     | 165(§3)                                                                        | 340                                     | 340                                                         | 600(§6.1.1)                                                | 600(§6.1.1)                                               | 600(§6.1.1) |
| 데이터 채널                    | 3                                                                              | 3                                       | 3                                                           | 3                                                          | 4                                                         | 4           |
| 인코딩 방식                    | TMDS(§5.1)                                                                     | TMDS                                    | TMDS                                                        | TMDS                                                       | 16b/18b                                                   | 16b/18b     |
| 인코딩 효율성                  | 80%                                                                            | 80%                                     | 80%                                                         | 80%                                                        | 88.8%                                                     | 88.8%       |
| 압축                           | –                                                                              | –                                       | –                                                           | –                                                          | DSC 1.2a (선택 사항)                                      | DSC 1.2a    |
| 색상 형식 지원                 |                                                                                |                                         |                                                             |                                                            |                                                           |             |
| RGB                            | 예(§6.2.3)                                                                     | 예                                      | 예                                                          | 예                                                         | 예                                                        | 예          |
| Y′CBCR 4:4:4                   | 예(§6.2.3)                                                                     | 예                                      | 예                                                          | 예                                                         | 예                                                        | 예          |
| Y′CBCR 4:2:2                   | 예(§6.2.3)                                                                     | 예                                      | 예                                                          | 예                                                         | 예                                                        | 예          |
| Y′CBCR 4:2:0                   | 아니요                                                                         | 아니요                                  | 아니요                                                      | 예(§7.1)                                                   | 예                                                        | 예          |
| 색 깊이 지원                   |                                                                                |                                         |                                                             |                                                            |                                                           |             |
| 08 bpc (24 bit/px)             | 예(§3)                                                                         | 예                                      | 예                                                          | 예                                                         | 예                                                        | 예          |
| 10 bpc (30 bit/px)             | Yes                                                                            | 예                                      | 예                                                          | 예                                                         | 예                                                        | 예          |
| 12 bpc (36 bit/px)             | Yes                                                                            | 예                                      | 예                                                          | 예                                                         | 예                                                        | 예          |
| 16 bpc (48 bit/px)             | 아니요                                                                         | 예(§6.5)                                | 예                                                          | 예                                                         | 예                                                        | 예          |
| 색 공간 지원                   |                                                                                |                                         |                                                             |                                                            |                                                           |             |
| SMPTE 170M                     | 예(§6.7.1)                                                                     | 예                                      | 예                                                          | 예                                                         | 예                                                        | 예          |
| ITU-R BT.601                   | 예(§6.7.1)                                                                     | 예                                      | 예                                                          | 예                                                         | 예                                                        | 예          |
| ITU-R BT.709                   | 예(§6.7.2)                                                                     | 예                                      | 예                                                          | 예                                                         | 예                                                        | 예          |
| sRGB                           | 아니요                                                                         | 예(§6.7.1.3)                            | 예                                                          | 예                                                         | 예                                                        | 예          |
| xvYCC (601 and 709)            | 아니요                                                                         | 예(§6.7.2.3)                            | 예                                                          | 예                                                         | 예                                                        | 예          |
| sYCC601                        | 아니요                                                                         | 아니요                                  | 예(§6.7.2.4)                                                | 예                                                         | 예                                                        | 예          |
| Adobe YCC601                   | 아니요                                                                         | 아니요                                  | 예(§6.7.2.5)                                                | 예                                                         | 예                                                        | 예          |
| Adobe RGB (1998)               | 아니요                                                                         | 아니요                                  | 예(§6.7.2.5)                                                | 예                                                         | 예                                                        | 예          |
| ITU-R BT.2020                  | 아니요                                                                         | 아니요                                  | 아니요                                                      | 예(§7.2.2)                                                 | 예                                                        | 예          |
| 오디오 사양                    |                                                                                |                                         |                                                             |                                                            |                                                           |             |
| 채널당 최대 샘플 속도 (kHz)    | 192(§7.3)                                                                      | 192                                     | 192                                                         | 192                                                        | 192                                                       | 192         |
| 최대 총 샘플 속도 (kHz)        | ?                                                                              | ?                                       | 768(§7.3)                                                   | 1536(§9.2)                                                 | 1536                                                      | 1536        |
| 샘플 크기 (비트)               | 16–24(§7.3)                                                                    | 16–24                                   | 16–24                                                       | 16–24                                                      | 16–24                                                     | 16–24       |
| 최대 오디오 채널               | 8(§7.3.1)                                                                      | 8                                       | 8                                                           | 32(§8.3.1)                                                 | 32                                                        | 32          |
| HDMI 버전                      | 1.0–1.2a                                                                       | 1.3–1.3a                                | 1.4–1.4b                                                    | 2.0–2.0b                                                   | 2.1–2.1b                                                  | 2.2         |

1. ↑  전체 전송 비트 전송률은 데이터 채널 수에 채널당 비트 전송률(초당 전송되는 이진 숫자)을 곱한 값과 같다. 각 채널은 신호당 1비트(이진 숫자)를 전송하며, 문자 속도의 10배 속도로 신호를 전송한다. 따라서 전체 전송 비트 전송률(Mbit/s 단위) = 10 비트 × (MHz 단위 문자 속도) × (데이터 채널 수).
2. ↑  전송되는 비트 중 일부는 데이터를 나타내기보다 인코딩 목적으로 사용되므로, HDMI 인터페이스를 통해 비디오 데이터를 전송할 수 있는 속도는 전체 비트 전송률의 일부에 불과하다.
3. ↑  TMDS 문자 속도는 HDMI 데이터 채널 하나를 통해 초당 전송되는 10비트 TMDS 문자의 수이다. 이는 과거 HDMI 버전에서 픽셀 클록 또는 TMDS 클록과 동등했기 때문에 비공식적으로 픽셀 클록 또는 TMDS 클록으로 불리기도 한다.[106](§4.2.2)
4. ↑  TMDS 인코딩은 데이터 8비트를 전송하기 위해 10비트의 전송을 사용하므로, 전체 전송 비트 전송률의 80%만 데이터 처리량으로 사용 가능하다. 16b/18b 인코딩은 데이터 16비트를 전송하기 위해 18비트의 대역폭을 사용하므로, 전체 전송 비트 전송률의 88.8%가 데이터 처리량으로 사용 가능하다.
5. ↑  HDMI 1.4는 공식적으로 4:2:0 크로마 서브샘플링을 허용하지 않지만, NVIDIA와 AMD는 드라이버 업데이트를 통해 HDMI 1.4 그래픽 카드에 4:2:0 지원을 추가했다.[141]
6. 1 2  HDMI 1.0–1.2a는 Y′CBCR 4:2:2 색상 형식을 사용하는 경우에만 10 bpc 및 12 bpc 색 깊이를 허용한다. RGB 또는 Y′CBCR 4:4:4를 사용하는 경우 8 bpc 색상만 허용된다.[87](§6.5)
7. ↑  IEC 61966-2-1/Amendment 1에 정의된 BT.601 매트릭스가 있는 sRGB. xvYCC와 마찬가지로 색 영역을 벗어난 색상을 나타낼 수 있다.[63](§6.7.2.4)[142]
8. ↑  IEC 61966-2-5 Annex A에 정의된 BT.601 매트릭스가 있는 Adobe RGB.[63](§6.7.2.4)

#### 일반 해상도의 주사율 제한
TMDS 전송의 최대 제한은 표준 데이터 전송률 계산을 사용하여 계산된다. FRL 전송의 경우, 제한은 HDMI 사양에서 제공하는 용량 계산 알고리즘을 사용하여 계산된다.(§6.5.6.2.1) 모든 계산은 CVT-RB v2 타이밍을 사용하는 비압축 RGB 비디오를 가정한다. 압축(즉, DSC) 또는 Y′CBCR 4:2:0 크로마 서브샘플링을 사용하는 경우 최대 제한이 다를 수 있다.
디스플레이 제조업체는 대역폭이 제약될 때 훨씬 더 높은 주파수를 달성하기 위해 CVT-RB v2 대신 비표준 블랭킹 간격(HDMI 사양(§6.1)에 정의된 공급업체별 타이밍 형식)을 사용할 수도 있다. 아래 표의 주사율은 각 인터페이스의 절대 최대 제한을 나타내지 않고, 현대 표준화된 타이밍 공식을 기반으로 한 추정치를 나타낸다. 최소 블랭킹 간격(따라서 달성할 수 있는 정확한 최대 주파수)은 디스플레이와 필요한 보조 데이터 패킷 수에 따라 달라지므로 모델마다 다를 수 있다.
| 영상 형식 | 영상 형식    | 영상 형식             | TMDS 문자 속도; 최대 데이터 전송률      | TMDS 문자 속도; 최대 데이터 전송률      | TMDS 문자 속도; 최대 데이터 전송률      | FRL 전송 모드; 최대 데이터 전송률       | FRL 전송 모드; 최대 데이터 전송률       | FRL 전송 모드; 최대 데이터 전송률       | FRL 전송 모드; 최대 데이터 전송률       | FRL 전송 모드; 최대 데이터 전송률       | FRL 전송 모드; 최대 데이터 전송률       | FRL 전송 모드; 최대 데이터 전송률       | FRL 전송 모드; 최대 데이터 전송률       | FRL 전송 모드; 최대 데이터 전송률       |
| 약어      | 해상도       | 채널 색상 깊이 (비트) | 165 MHz TMDS                            | 340 MHz TMDS                            | 600 MHz TMDS                            | FRL 9G                                  | FRL 18G                                 | FRL 24G                                 | FRL 32G                                 | FRL 40G                                 | FRL 48G                                 | FRL 64G                                 | FRL 80G                                 | FRL 96G                                 |
| 약어      | 해상도       | 채널 색상 깊이 (비트) | 3.96 Gbit/s                             | 8.16 Gbit/s                             | 14.4 Gbit/s                             | 7.88 Gbit/s                             | 15.8 Gbit/s                             | 21.0 Gbit/s                             | 28.0 Gbit/s                             | 35.0 Gbit/s                             | 42.0 Gbit/s                             | 56.0 Gbit/s                             | 70.0 Gbit/s                             | 84.0 Gbit/s                             |
| 약어      | 해상도       | 채널 색상 깊이 (비트) | CVT-RB v2 타이밍에서의 최대 주사율 (Hz) | CVT-RB v2 타이밍에서의 최대 주사율 (Hz) | CVT-RB v2 타이밍에서의 최대 주사율 (Hz) | CVT-RB v2 타이밍에서의 최대 주사율 (Hz) | CVT-RB v2 타이밍에서의 최대 주사율 (Hz) | CVT-RB v2 타이밍에서의 최대 주사율 (Hz) | CVT-RB v2 타이밍에서의 최대 주사율 (Hz) | CVT-RB v2 타이밍에서의 최대 주사율 (Hz) | CVT-RB v2 타이밍에서의 최대 주사율 (Hz) | CVT-RB v2 타이밍에서의 최대 주사율 (Hz) | CVT-RB v2 타이밍에서의 최대 주사율 (Hz) | CVT-RB v2 타이밍에서의 최대 주사율 (Hz) |
| --------- | ------------ | --------------------- | --------------------------------------- | --------------------------------------- | --------------------------------------- | --------------------------------------- | --------------------------------------- | --------------------------------------- | --------------------------------------- | --------------------------------------- | --------------------------------------- | --------------------------------------- | --------------------------------------- | --------------------------------------- |
| 1080p     | 1920 × 1080  | 8                     | 73                                      | 146                                     | 246                                     | 143                                     | 268                                     | 343                                     | 435                                     | 518                                     | 593                                     | 725                                     | 836                                     | 932                                     |
| 1080p     | 1920 × 1080  | 10                    | 59                                      | 118                                     | 201                                     | 116                                     | 220                                     | 284                                     | 363                                     | 436                                     | 503                                     | 623                                     | 726                                     | 817                                     |
| 1440p     | 2560 × 1440  | 8                     | 42                                      | 85                                      | 147                                     | 83                                      | 160                                     | 209                                     | 270                                     | 327                                     | 381                                     | 480                                     | 569                                     | 649                                     |
| 1440p     | 2560 × 1440  | 10                    | 34                                      | 69                                      | 119                                     | 67                                      | 130                                     | 170                                     | 222                                     | 270                                     | 316                                     | 402                                     | 481                                     | 553                                     |
| UWQHD     | 3440 × 1440  | 8                     | 32                                      | 65                                      | 112                                     | 63                                      | 122                                     | 160                                     | 208                                     | 254                                     | 298                                     | 380                                     | 456                                     | 525                                     |
| UWQHD     | 3440 × 1440  | 10                    | 25                                      | 52                                      | 90                                      | 50                                      | 99                                      | 130                                     | 170                                     | 208                                     | 246                                     | 316                                     | 381                                     | 442                                     |
| 4K        | 3840 × 2160  | 8                     |                                         | 39                                      | 68                                      | 38                                      | 75                                      | 98                                      | 129                                     | 159                                     | 189                                     | 245                                     | 297                                     | 348                                     |
| 4K        | 3840 × 2160  | 10                    |                                         | 31                                      | 55                                      | 30                                      | 60                                      | 79                                      | 105                                     | 130                                     | 154                                     | 200                                     | 245                                     | 288                                     |
| 5K        | 5120 × 2880  | 8                     |                                         |                                         | 39                                      |                                         | 43                                      | 56                                      | 75                                      | 93                                      | 111                                     | 145                                     | 178                                     | 211                                     |
| 5K        | 5120 × 2880  | 10                    |                                         |                                         | 31                                      |                                         | 34                                      | 45                                      | 60                                      | 75                                      | 89                                      | 118                                     | 145                                     | 172                                     |
| 8K        | 7680 × 4320  | 8                     |                                         |                                         |                                         |                                         |                                         | 25                                      | 34                                      | 42                                      | 50                                      | 67                                      | 83                                      | 99                                      |
| 8K        | 7680 × 4320  | 10                    |                                         |                                         |                                         |                                         |                                         |                                         | 27                                      | 34                                      | 40                                      | 54                                      | 67                                      | 80                                      |
| 10K       | 10240 × 4320 | 8                     |                                         |                                         |                                         |                                         |                                         |                                         | 25                                      | 32                                      | 38                                      | 51                                      | 63                                      | 75                                      |
| 10K       | 10240 × 4320 | 10                    |                                         |                                         |                                         |                                         |                                         |                                         |                                         | 25                                      | 30                                      | 41                                      | 51                                      | 61                                      |

1. ↑  165 MHz는 HDMI 사양 버전 1.2a 및 이전 버전에서 허용되는 최대 TMDS 문자 속도였다. 버전 1.3에서는 최대 허용 속도가 340 MHz로 증가했으며, 버전 2.0에서는 600 MHz로 증가했다. 이는 사양에서 허용하는 최대 속도일 뿐이며, 개별 장치는 허용되는 최대 속도 내에서 어떤 속도로든 제한될 수 있다.
2. ↑  계산은 8채널 LPCM 오디오가 포함된 비압축 RGB 비디오를 기반으로 한다

#### 표준 비디오의 주사율 제한
HDMI 1.0 및 1.1은 EIA/CEA-861-B 및 HDMI 사양 자체에 정의된 특정 영상 형식만 전송하도록 제한된다.(§6.1)(§6.3) HDMI 1.2 및 이후 모든 버전은 (대역폭 제한 내에서) 임의의 해상도와 프레임 레이트를 허용한다. HDMI 사양에서 지원하지 않는 형식(즉, 표준화된 타이밍이 정의되지 않은 형식)은 공급업체별 형식으로 구현될 수 있다. HDMI 사양의 연속 버전은 추가 형식(예: 4K 해상도)에 대한 지원을 계속 추가하지만, 추가된 지원은 제품 간의 상호 운용성을 보장하기 위해 표준화된 타이밍을 설정하기 위한 것이며, 어떤 형식이 허용되거나 허용되지 않는지를 설정하기 위한 것이 아니다. 영상 형식은 전송 및 표시를 위해 HDMI 사양의 명시적 지원을 요구하지 않는다.(§6.1)
개별 제품은 아래에 나열된 것보다 더 심각한 제한을 가질 수 있는데, 이는 HDMI 장치가 구현하는 HDMI 버전의 최대 대역폭을 지원해야 할 필요는 없기 때문이다. 따라서 디스플레이가 필요한 HDMI 버전을 가지고 있더라도 이 표에 나열된 주사율을 지원한다는 보장은 없다.
이 표에서는 달리 명시되지 않는 한 비압축 8 bpc (24 bit/px) 색 깊이 및 RGB 또는 Y′CBCR 4:4:4 색상 형식을 가정한다.
| 영상 형식 | 영상 형식    | 영상 형식   | 영상 형식            | HDMI 버전 / 최대 데이터 전송률 / 케이블 인증 | HDMI 버전 / 최대 데이터 전송률 / 케이블 인증 | HDMI 버전 / 최대 데이터 전송률 / 케이블 인증 | HDMI 버전 / 최대 데이터 전송률 / 케이블 인증 | HDMI 버전 / 최대 데이터 전송률 / 케이블 인증 | HDMI 버전 / 최대 데이터 전송률 / 케이블 인증 |
| 약어      | 해상도       | 주사율 (Hz) | 필요한 데이터 전송률 | 1.0–1.1                                      | 1.2–1.2a                                     | 1.3–1.4b                                     | 2.0–2.0b                                     | 2.1–2.1b                                     | 2.2                                          |
| 약어      | 해상도       | 주사율 (Hz) | 필요한 데이터 전송률 | 3.96 Gbit/s                                  | 3.96 Gbit/s                                  | 8.16 Gbit/s                                  | 14.4 Gbit/s                                  | 42.0 Gbit/s                                  | 84.0 Gbit/s                                  |
| 약어      | 해상도       | 주사율 (Hz) | 필요한 데이터 전송률 | 고속                                         | 고속                                         | 고속                                         | 프리미엄 고속                                | 울트라 고속                                  | Ultra96                                      |
| --------- | ------------ | ----------- | -------------------- | -------------------------------------------- | -------------------------------------------- | -------------------------------------------- | -------------------------------------------- | -------------------------------------------- | -------------------------------------------- |
| 720p      | 1280 × 720   | 30          | 720 Mbit/s           | 예                                           | 예                                           | 예                                           | 예                                           | 예                                           | 예                                           |
| 720p      | 1280 × 720   | 60          | 1.45 Gbit/s          | 예                                           | 예                                           | 예                                           | 예                                           | 예                                           | 예                                           |
| 720p      | 1280 × 720   | 120         | 2.99 Gbit/s          | 아니요                                       | 예                                           | 예                                           | 예                                           | 예                                           | 예                                           |
| 1080p     | 1920 × 1080  | 30          | 1.58 Gbit/s          | 예                                           | 예                                           | 예                                           | 예                                           | 예                                           | 예                                           |
| 1080p     | 1920 × 1080  | 60          | 3.20 Gbit/s          | 예                                           | 예                                           | 예                                           | 예                                           | 예                                           | 예                                           |
| 1080p     | 1920 × 1080  | 120         | 6.59 Gbit/s          | 아니요                                       | 아니요                                       | 예                                           | 예                                           | 예                                           | 예                                           |
| 1080p     | 1920 × 1080  | 144         | 8.00 Gbit/s          | 아니요                                       | 아니요                                       | 예                                           | 예                                           | 예                                           | 예                                           |
| 1080p     | 1920 × 1080  | 240         | 14.00 Gbit/s         | 아니요                                       | 아니요                                       | 4:2:0                                        | 예                                           | 예                                           | 예                                           |
| 1440p     | 2560 × 1440  | 30          | 2.78 Gbit/s          | 아니요                                       | 예                                           | 예                                           | 예                                           | 예                                           | 예                                           |
| 1440p     | 2560 × 1440  | 60          | 5.63 Gbit/s          | 아니요                                       | 아니요                                       | 예                                           | 예                                           | 예                                           | 예                                           |
| 1440p     | 2560 × 1440  | 75          | 7.09 Gbit/s          | 아니요                                       | 아니요                                       | 예                                           | 예                                           | 예                                           | 예                                           |
| 1440p     | 2560 × 1440  | 120         | 11.59 Gbit/s         | 아니요                                       | 아니요                                       | 4:2:0                                        | 예                                           | 예                                           | 예                                           |
| 1440p     | 2560 × 1440  | 144         | 14.08 Gbit/s         | 아니요                                       | 아니요                                       | 4:2:0                                        | 예                                           | 예                                           | 예                                           |
| 1440p     | 2560 × 1440  | 240         | 24.62 Gbit/s         | 아니요                                       | 아니요                                       | 아니요                                       | 4:2:0                                        | 예                                           | 예                                           |
| 4K        | 3840 × 2160  | 30          | 6.18 Gbit/s          | 아니요                                       | 아니요                                       | 예                                           | 예                                           | 예                                           | 예                                           |
| 4K        | 3840 × 2160  | 60          | 12.54 Gbit/s         | 아니요                                       | 아니요                                       | 4:2:0                                        | 예                                           | 예                                           | 예                                           |
| 4K        | 3840 × 2160  | 75          | 15.79 Gbit/s         | 아니요                                       | 아니요                                       | 4:2:0                                        | 4:2:0                                        | 예                                           | 예                                           |
| 4K        | 3840 × 2160  | 120         | 25.82 Gbit/s         | 아니요                                       | 아니요                                       | 아니요                                       | 4:2:0                                        | 예                                           | 예                                           |
| 4K        | 3840 × 2160  | 144         | 31.35 Gbit/s         | 아니요                                       | 아니요                                       | 아니요                                       | 아니요                                       | 예                                           | 예                                           |
| 4K        | 3840 × 2160  | 240         | 54.84 Gbit/s         | 아니요                                       | 아니요                                       | 아니요                                       | 아니요                                       | DSC                                          | 예                                           |
| 5K        | 5120 × 2880  | 30          | 10.94 Gbit/s         | 아니요                                       | 아니요                                       | 4:2:0                                        | 예                                           | 예                                           | 예                                           |
| 5K        | 5120 × 2880  | 60          | 22.18 Gbit/s         | 아니요                                       | 아니요                                       | 아니요                                       | 4:2:0                                        | 예                                           | 예                                           |
| 5K        | 5120 × 2880  | 120         | 45.66 Gbit/s         | 아니요                                       | 아니요                                       | 아니요                                       | 아니요                                       | DSC                                          | 예                                           |
| 5K        | 5120 × 2880  | 144         | 55.44 Gbit/s         | 아니요                                       | 아니요                                       | 아니요                                       | 아니요                                       | DSC                                          | 예                                           |
| 5K        | 5120 × 2880  | 240         | 96.98 Gbit/s         | 아니요                                       | 아니요                                       | 아니요                                       | 아니요                                       | DSC                                          | DSC                                          |
| 8K        | 7680 × 4320  | 30          | 24.48 Gbit/s         | 아니요                                       | 아니요                                       | 아니요                                       | 4:2:0                                        | 예                                           | 예                                           |
| 8K        | 7680 × 4320  | 60          | 49.65 Gbit/s         | 아니요                                       | 아니요                                       | 아니요                                       | 아니요                                       | DSC                                          | 예                                           |
| 8K        | 7680 × 4320  | 120         | 102.2 Gbit/s         | 아니요                                       | 아니요                                       | 아니요                                       | 아니요                                       | DSC                                          | DSC                                          |
| 8K        | 7680 × 4320  | 144         | 124.1 Gbit/s         | 아니요                                       | 아니요                                       | 아니요                                       | 아니요                                       | 4:2:2 + DSC                                  | DSC                                          |
| 8K        | 7680 × 4320  | 240         | 217.1 Gbit/s         | 아니요                                       | 아니요                                       | 아니요                                       | 아니요                                       | 아니요                                       | DSC                                          |
| 10K       | 10240 × 4320 | 30          | 32.55 Gbit/s         | 아니요                                       | 아니요                                       | 아니요                                       | 아니요                                       | 예                                           | 예                                           |
| 10K       | 10240 × 4320 | 60          | 66.03 Gbit/s         | 아니요                                       | 아니요                                       | 아니요                                       | 아니요                                       | DSC                                          | 예                                           |
| 10K       | 10240 × 4320 | 100         | 112.2 Gbit/s         | 아니요                                       | 아니요                                       | 아니요                                       | 아니요                                       | DSC                                          | DSC                                          |
| 10K       | 10240 × 4320 | 120         | 135.9 Gbit/s         | 아니요                                       | 아니요                                       | 아니요                                       | 아니요                                       | 4:2:2 + DSC                                  | DSC                                          |
| 10K       | 10240 × 4320 | 144         | 165.0 Gbit/s         | 아니요                                       | 아니요                                       | 아니요                                       | 아니요                                       | 아니요                                       | DSC                                          |
| 10K       | 10240 × 4320 | 240         | 288.7 Gbit/s         | 아니요                                       | 아니요                                       | 아니요                                       | 아니요                                       | 아니요                                       | 4:2:0 + DSC                                  |
|           |              |             |                      | 1.0–1.1                                      | 1.2–1.2a                                     | 1.3–1.4b                                     | 2.0–2.0b                                     | 2.1–2.1b                                     | 2.2                                          |
| HDMI 버전 |              |             |                      |                                              |                                              |                                              |                                              |                                              |                                              |

1. ↑   비압축 8 bpc (24 bit/px) 색 깊이와 RGB 또는 Y′CBCR 4:4:4 색상 형식 및 CVT-RB v2 타이밍이 이 데이터 전송률을 계산하는 데 사용된다. RGB 이미지의 비압축 데이터 전송률(초당 비트)은 비트/픽셀 × 프레임당 픽셀 × 초당 프레임으로 계산된다. 프레임당 픽셀은 CVT-RB v2에 정의된 블랭킹 간격을 포함한다.
2. ↑  표준 HDMI 케이블 인증(Category 1)은 74.25 MHz(2.2275 Gbit/s)까지만 테스트한다. 따라서 고속 HDMI 케이블 이상만이 최대 허용 속도에 대해 등급이 매겨지며, 이는 고속 인증 도입 이전 버전에도 해당된다.
3. 1 2 3 4 5 6 7 8 9 10 11  Y′CBCR 4:2:0 서브샘플링 사용으로 가능
4. 1 2 3 4 5 6 7 8 9 10 11 12 13 14 15  디스플레이 스트림 압축(DSC) 사용으로 가능
5. 1 2  Y′CBCR 4:2:2 서브샘플링 및 DSC를 함께 사용하면 DSC 비트 전송률을 7비트/px로 낮출 수 있어 가능
6. ↑  Y′CBCR 4:2:0 서브샘플링 및 DSC를 함께 사용하면 DSC 비트 전송률을 6 비트/px로 낮출 수 있어 가능

#### HDR10 영상의 주사율 제한
HDR10은 10 bpc (30 bit/px) 색 깊이를 요구하며, 이는 표준 8 bpc 비디오보다 25% 더 많은 대역폭을 사용한다.
이 표에서는 달리 명시되지 않는 한 비압축 10 bpc 색 깊이 및 RGB 또는 Y′CBCR 4:4:4 색상 형식을 가정한다.
| 영상 형식 | 영상 형식    | 영상 형식   | 영상 형식            | HDMI 버전 / 최대 데이터 전송률 | HDMI 버전 / 최대 데이터 전송률 | HDMI 버전 / 최대 데이터 전송률 |
| 약어      | 해상도       | 주사율 (Hz) | 필요한 데이터 전송률 | 2.0a–2.0b                      | 2.1–2.1b                       | 2.2                            |
| 약어      | 해상도       | 주사율 (Hz) | 필요한 데이터 전송률 | 14.4 Gbit/s                    | 42.0 Gbit/s                    | 84.0 Gbit/s                    |
| --------- | ------------ | ----------- | -------------------- | ------------------------------ | ------------------------------ | ------------------------------ |
| 1080p     | 1920 × 1080  | 60          | 4.00 Gbit/s          | 예                             | 예                             | 예                             |
| 1080p     | 1920 × 1080  | 120         | 8.24 Gbit/s          | 예                             | 예                             | 예                             |
| 1080p     | 1920 × 1080  | 144         | 10.00 Gbit/s         | 예                             | 예                             | 예                             |
| 1080p     | 1920 × 1080  | 240         | 17.50 Gbit/s         | 4:2:0                          | 예                             | 예                             |
| 1440p     | 2560 × 1440  | 60          | 7.04 Gbit/s          | 예                             | 예                             | 예                             |
| 1440p     | 2560 × 1440  | 100         | 11.96 Gbit/s         | 예                             | 예                             | 예                             |
| 1440p     | 2560 × 1440  | 120         | 14.49 Gbit/s         | 4:2:0                          | 예                             | 예                             |
| 1440p     | 2560 × 1440  | 144         | 17.60 Gbit/s         | 4:2:0                          | 예                             | 예                             |
| 1440p     | 2560 × 1440  | 240         | 30.77 Gbit/s         | 아니요                         | 예                             | 예                             |
| 4K        | 3840 × 2160  | 30          | 6.18 Gbit/s          | 예                             | 예                             | 예                             |
| 4K        | 3840 × 2160  | 60          | 15.68 Gbit/s         | 4:2:0                          | 예                             | 예                             |
| 4K        | 3840 × 2160  | 120         | 32.27 Gbit/s         | 아니요                         | 예                             | 예                             |
| 4K        | 3840 × 2160  | 144         | 39.19 Gbit/s         | 아니요                         | 예                             | 예                             |
| 4K        | 3840 × 2160  | 240         | 68.56 Gbit/s         | 아니요                         | DSC                            | 예                             |
| 5K        | 5120 × 2880  | 30          | 13.67 Gbit/s         | 예                             | 예                             | 예                             |
| 5K        | 5120 × 2880  | 60          | 27.72 Gbit/s         | 4:2:0                          | 예                             | 예                             |
| 5K        | 5120 × 2880  | 120         | 57.08 Gbit/s         | 아니요                         | DSC                            | 예                             |
| 5K        | 5120 × 2880  | 144         | 69.30 Gbit/s         | 아니요                         | DSC                            | 예                             |
| 5K        | 5120 × 2880  | 240         | 121.2 Gbit/s         | 아니요                         | DSC                            | DSC                            |
| 8K        | 7680 × 4320  | 30          | 30.60 Gbit/s         | 아니요                         | 예                             | 예                             |
| 8K        | 7680 × 4320  | 60          | 62.06 Gbit/s         | 아니요                         | DSC                            | 예                             |
| 8K        | 7680 × 4320  | 120         | 127.8 Gbit/s         | 아니요                         | DSC                            | DSC                            |
| 8K        | 7680 × 4320  | 144         | 155.1 Gbit/s         | 아니요                         | 4:2:2 + DSC                    | DSC                            |
| 8K        | 7680 × 4320  | 240         | 271.4 Gbit/s         | 아니요                         | 아니요                         | DSC                            |
| 10K       | 10240 × 4320 | 30          | 40.69 Gbit/s         | 아니요                         | 예                             | 예                             |
| 10K       | 10240 × 4320 | 60          | 82.53 Gbit/s         | 아니요                         | DSC                            | 예                             |
| 10K       | 10240 × 4320 | 100         | 140.2 Gbit/s         | 아니요                         | DSC                            | DSC                            |
| 10K       | 10240 × 4320 | 120         | 169.9 Gbit/s         | 아니요                         | 4:2:2 + DSC                    | DSC                            |
| 10K       | 10240 × 4320 | 144         | 206.3 Gbit/s         | 아니요                         | 아니요                         | DSC                            |
| 10K       | 10240 × 4320 | 240         | 360.9 Gbit/s         | 아니요                         | 아니요                         | 4:2:0 + DSC                    |
|           |              |             |                      | 2.0a–2.0b                      | 2.1–2.1b                       | 2.2                            |
| HDMI 버전 |              |             |                      |                                |                                |                                |

1. ↑   비압축 10 bpc (30 bit/px) 색 깊이와 RGB 또는 Y′CBCR 4:4:4 색상 형식 및 CVT-RB v2 타이밍이 이 데이터 전송률을 계산하는 데 사용된다. RGB 이미지의 비압축 데이터 전송률(초당 비트)은 비트/픽셀 × 프레임당 픽셀 × 초당 프레임으로 계산된다. 프레임당 픽셀은 CVT-RB v2에 정의된 블랭킹 간격을 포함한다.
2. 1 2 3 4 5  Y′CBCR 4:2:0 서브샘플링 사용으로 가능
3. 1 2 3 4 5 6 7 8 9 10 11 12 13 14 15  디스플레이 스트림 압축(DSC) 사용으로 가능
4. 1 2  Y′CBCR 4:2:2 서브샘플링 및 DSC를 함께 사용하면 DSC 비트 전송률을 7비트/px로 낮출 수 있어 가능
5. ↑  Y′CBCR 4:2:0 서브샘플링 및 DSC를 함께 사용하면 DSC 비트 전송률을 6 비트/px로 낮출 수 있어 가능

#### 기능 지원
HDMI 사양에 정의된 HDMI 장치가 구현할 수 있는 기능은 다음과 같다. 역사적 관심사를 위해 기능이 처음 추가된 HDMI 사양 버전도 나열되어 있다. HDMI 사양의 모든 기능은 선택 사항이다. HDMI 장치는 이러한 기능의 어떤 조합이든 구현할 수 있다.
"HDMI 버전 번호"는 장치가 특정 기능을 지원한다는 것을 나타내는 방식으로 흔히 오용되지만, 이러한 표기는 공식적인 의미가 없으며 HDMI 라이선싱은 부적절한 것으로 간주한다. 장치에서 지원하는 기능과 주장하는 "버전 번호" 사이에는 공식적으로 정의된 상관 관계가 없는데, 이는 버전 번호가 HDMI 사양 문서의 역사적 버전을 의미하며, 특정 HDMI 장치 클래스를 의미하지 않기 때문이다. 제조업체는 HDMI 버전 번호를 사용하여 장치를 설명하는 것이 금지되어 있으며, 기능 지원을 명시적으로 나열하여 식별해야 한다. 그러나 HDMI 포럼은 이러한 정책의 강제성 부족으로 비판을 받아왔다.
- 풀 HD 블루레이 디스크 및 HD DVD 비디오 (버전 1.0)[a]
- 소비자 가전 제어(CEC) (버전 1.0)[b]
- DVD 오디오 (버전 1.1)[a]
- 슈퍼 오디오 CD (DSD) (버전 1.2)
- 자동 립싱크 보정 (버전 1.3)
- 돌비 트루HD / DTS-HD 마스터 오디오 비트스트림 가능 (버전 1.3)
- CEC 명령 업데이트 목록 (버전 1.3a)[c]
- 3D 비디오 (버전 1.4)[96]
- 이더넷 채널 (100 Mbit/s) (버전 1.4)
- 음성 리턴 채널 (ARC) (버전 1.4)
- 4개 오디오 스트림 (버전 2.0)[110]
- 듀얼 뷰 (버전 2.0)[110]
- 지각 양자화기 HDR EOTF (SMPTE ST 2084) (버전 2.0a)[151]
- 하이브리드 로그-감마(HLG) HDR EOTF (버전 2.0a)[110][114][115]
- 정적 HDR 메타데이터 (SMPTE ST 2086) (버전 2.0a)
- 동적 HDR 메타데이터 (SMPTE ST 2094) (버전 2.0b)
- 향상된 음성 리턴 채널 (eARC) (버전 2.1)
- 가변 주사율 (VRR) (버전 2.1)
- 퀵 미디어 스위칭 (QMS) (버전 2.1)
- 퀵 프레임 전송 (QFT) (버전 2.1)
- 자동 저지연 모드 (ALLM) (버전 2.1)
- 디스플레이 스트림 압축 (DSC) (버전 2.1)
- 소스 기반 톤 매핑 (SBTM) (버전 2.1a)[125]

1. 1 2  특정 HDMI 장치가 전송할 수 없는 압축 오디오 코덱이라 할지라도, 소스 장치는 오디오 코덱을 디코딩하고 비압축 LPCM으로 오디오를 전송할 수 있다.
2. ↑  CEC는 HDMI 사양 버전 1.0부터 있었지만, 2008년부터 가전제품에 구현되기 시작했다.[149][150]
3. ↑  CEC 명령에 대한 많은 추가 및 명확화. 추가된 기능 중 하나는 AV 리시버의 볼륨 제어를 허용하는 CEC 명령이다.[32](§CEC-1.3)

#### 디스플레이 스트림 압축
디스플레이 스트림 압축(DSC)은 VESA에서 개발한 비디오 압축 알고리즘으로, 기존 물리 인터페이스를 통해 향상된 디스플레이 해상도 및 프레임 레이트를 가능하게 하고 장치를 더 작고 가볍게 만들며 배터리 수명을 연장하도록 설계되었다.

## 응용 분야

### 블루레이 디스크 및 HD DVD 플레이어
2006년에 도입된 블루레이 디스크 및 HD DVD는 최상의 결과를 위해 HDMI를 필요로 하는 고음질 오디오 기능을 제공한다. HDMI 1.3은 돌비 디지털 플러스, 돌비 트루HD 및 DTS-HD 마스터 오디오 비트스트림을 압축된 형태로 전송할 수 있다.(§7) 이 기능은 필요한 디코더를 가진 AV 리시버가 압축된 오디오 스트림을 디코딩할 수 있도록 한다. 블루레이 사양에는 딥 컬러 또는 xvYCC로 인코딩된 비디오가 포함되지 않으므로, HDMI 1.0은 블루레이 디스크를 풀 비디오 품질로 전송할 수 있다.
HDMI 1.4 사양(2009년 출시)은 3D 비디오 지원을 추가했으며, 모든 블루레이 3D 호환 플레이어에서 사용된다.
블루레이 디스크 협회(BDA) 대변인들은 2014년 9월 독일 베를린에서 열린 IFA 쇼에서 블루레이 울트라 HD 플레이어와 4K 디스크가 2015년 하반기부터 출시될 것으로 예상된다고 밝혔다. 이러한 블루레이 UHD 플레이어는 HDCP 2.2를 지원하는 HDMI 2.0 출력을 포함해야 할 것으로 예상된다.
블루레이는 보조 오디오 디코딩을 허용하며, 이를 통해 디스크 콘텐츠가 최종 출력 전에 여러 오디오 소스를 함께 믹스하도록 플레이어에 지시할 수 있다. 일부 블루레이 및 HD DVD 플레이어는 모든 오디오 코덱을 내부적으로 디코딩하고 HDMI를 통해 LPCM 오디오를 출력할 수 있다. 다중 채널 LPCM은 HDMI 연결을 통해 전송될 수 있으며, AV 리시버가 HDMI를 통해 다중 채널 LPCM 오디오를 구현하고 HDCP를 구현하는 한, 오디오 재생은 HDMI 1.3 비트스트림 출력과 동일한 해상도를 갖는다. Onkyo TX-SR506과 같은 일부 저가 AV 리시버는 HDMI를 통한 오디오 처리를 허용하지 않으며 "HDMI 패스 스루" 장치로 표시된다. 사실상 모든 현대 AV 리시버는 이제 블루레이 디스크 및 기타 HD 비디오 소스에서 제공하는 모든 오디오 형식에 대한 처리가 포함된 HDMI 1.4 입력 및 출력을 제공한다. 2014년 동안 여러 제조업체는 HDMI 2.0 입력 및 HDMI 2.0 출력(들)이 포함된 프리미엄 AV 리시버를 출시했다. 그러나 2015년이 되어서야 대부분의 주요 AV 리시버 제조업체가 블루레이 UHD 플레이어와 같은 특정 고품질 UHD 비디오 소스를 지원하는 데 필요한 HDCP 2.2도 지원하기 시작했다.

### 디지털 카메라 및 캠코더
대부분의 소비자용 캠코더와 많은 디지털 카메라에는 미니 HDMI 커넥터(Type C 커넥터)가 장착되어 있다.
일부 카메라에는 4K 기능도 있지만, HD 비디오를 촬영할 수 있는 카메라의 경우 재생이나 실시간 라이브 프리뷰를 위한 HDMI 인터페이스가 포함되어 있는 경우가 많다. 단, 비압축 비디오를 사용할 수 있는 카메라의 이미지 프로세서와 비디오 프로세서는 지정된 프레임 레이트에서 전체 이미지 해상도를 지터 없이 실시간으로 제공할 수 있어야 한다. 따라서 HDMI에서 나오는 사용 가능한 비압축 비디오를 "클린 HDMI"라고 부르기도 한다.

### 개인용 컴퓨터
개인용 컴퓨터 (DVI 인터페이스가 있는 PC)는 HDMI 지원 모니터로 비디오를 출력할 수 있다.(appx. C) 일부 PC에는 HDMI 인터페이스가 포함되어 있으며, 특정 하드웨어에 따라 HDMI 오디오 출력도 가능할 수 있다. 예를 들어, 인텔의 945G 이후 메인보드 칩셋과 엔비디아의 지포스 8200/8300 메인보드 칩셋은 HDMI를 통해 8채널 LPCM 출력이 가능하다. 비디오 카드를 통한 HDMI 8채널 LPCM 오디오 출력은 2008년 6월에 출시된 ATI Radeon HD 4850에서 처음 나타났으며, ATI Radeon HD 4000 시리즈의 다른 비디오 카드에서도 구현되었다. 리눅스는 비디오 카드에 필요한 하드웨어가 있고 고급 리눅스 사운드 아키텍처(ALSA)를 구현하는 경우 HDMI를 통해 8채널 LPCM 오디오를 구동할 수 있다. ATI Radeon HD 4000 시리즈는 ALSA를 구현한다. Cyberlink는 2008년 6월에 파워DVD 재생 소프트웨어를 업데이트하여 2008년 3분기~4분기에 192 kHz/24비트 블루레이 디스크 오디오 디코딩을 허용할 것이라고 발표했다. Corel의 WinDVD 9 Plus는 현재 96 kHz/24비트 블루레이 디스크 오디오 디코딩을 지원한다.
HDMI 출력이 있어도 컴퓨터는 HDCP, 마이크로소프트의 Protected Video Path, 또는 마이크로소프트의 Protected Audio Path를 구현하는 신호를 생성하지 못할 수 있다. 몇몇 초기 그래픽 카드는 "HDCP 지원"으로 표시되었지만 HDCP에 필요한 하드웨어가 없었다. 여기에는 ATI X1600 칩셋 기반 그래픽 카드와 NVIDIA Geforce 7900 시리즈의 특정 모델이 포함된다. HDCP를 처리할 수 있는 최초의 컴퓨터 모니터는 2005년에 출시되었으며, 2006년 2월까지 10여 가지 모델이 출시되었다. Protected Video Path는 HDCP 기능을 갖춘 그래픽 카드에서 활성화되었는데, 이는 블루레이 디스크 및 HD DVD 비디오 출력을 위해 필요했기 때문이다. 이에 비해 Protected Audio Path는 무손실 오디오 비트스트림(돌비 트루HD 또는 DTS-HD MA)이 출력되는 경우에만 필요했다. 그러나 비압축 LPCM 오디오는 Protected Audio Path를 요구하지 않으며, 파워DVD 및 WinDVD와 같은 소프트웨어 프로그램은 돌비 트루HD 및 DTS-HD MA를 디코딩하여 LPCM으로 출력할 수 있다. 한계는 컴퓨터가 Protected Audio Path를 구현하지 않는 경우 오디오를 16비트 48 kHz로 다운샘플링해야 하지만 여전히 최대 8채널로 출력할 수 있다는 것이다. 2008년에는 Protected Audio Path를 구현한 그래픽 카드가 출시되지 않았다.
에이수스 Xonar HDAV1.3은 Protected Audio Path를 구현하고 무손실 오디오(돌비 트루HD 및 DTS-HD MA)를 비트스트림 및 디코딩할 수 있는 최초의 HDMI 사운드 카드였지만, 비트스트리밍은 ArcSoft TotalMedia Theatre 소프트웨어를 사용할 때만 가능했다. HDMI 1.3 입/출력을 갖추고 있으며, 에이수스는 시중의 대부분의 비디오 카드와 호환된다고 밝혔다.
VGA, DVI, LVDS와 같은 기존 인터페이스는 발전을 따라가지 못했으며, 디스플레이포트와 HDMI와 같은 최신 표준은 앞으로 최고의 연결 옵션을 제공할 것이 분명하다. 저희 의견으로는 디스플레이포트 1.2는 PC 모니터용 미래 인터페이스이며, TV 연결용으로는 HDMI 1.4a이다.
2009년 9월, AMD는 HDMI 1.3 출력 (딥 컬러, xvYCC 와이드 색 영역 기능 및 고 비트 레이트 오디오), HDMI를 통한 8채널 LPCM, 그리고 AAC, 돌비 AC-3, 돌비 트루HD 및 DTS-HD 마스터 오디오 형식에 대한 HDMI를 통한 비트스트림 출력을 허용하는 Protected Audio Path가 통합된 HD 오디오 컨트롤러를 갖춘 ATI 라데온 HD 5000 시리즈 비디오 카드를 발표했다. 2009년 9월에 출시된 ATI Radeon HD 5870은 돌비 트루HD 및 DTS-HD 마스터 오디오의 HDMI를 통한 비트스트림 출력을 허용하는 최초의 비디오 카드이다. AMD Radeon HD 6000 시리즈는 HDMI 1.4a를 구현한다. AMD Radeon HD 7000 시리즈는 HDMI 1.4b를 구현한다.
2010년 12월, 인텔, AMD, 델, 레노버, 삼성, LG를 포함한 여러 컴퓨터 공급업체 및 디스플레이 제조업체들이 2013년부터 LVDS (실제로는 FPD-링크)를, 2015년부터 기존 DVI 및 VGA 단자를 사용 중단하고 디스플레이포트와 HDMI로 대체할 것이라고 발표되었다.
2012년 8월 27일, 에이수스는 HDMI 1.4를 통해 2560×1440의 기본 해상도를 출력하는 새로운 27 in (69 cm) 모니터를 발표했다.
2014년 9월 18일, 엔비디아는 HDMI 2.0을 지원하는 GeForce GTX 980 및 GTX 970 (GM204 칩 탑재)을 출시했다. 2015년 1월 22일, HDMI 2.0을 지원하는 GeForce GTX 960 (GM206 칩 탑재)이 출시되었다. 2015년 3월 17일, HDMI 2.0을 지원하는 GeForce GTX TITAN X (GM200)가 출시되었다. 2015년 6월 1일, HDMI 2.0을 지원하는 GeForce GTX 980 Ti (GM200 칩 탑재)가 출시되었다. 2015년 8월 20일, HDMI 2.0을 지원하는 GeForce GTX 950 (GM206 칩 탑재)이 출시되었다.
2016년 5월 6일, 엔비디아는 HDMI 2.0b를 지원하는 GeForce GTX 1080 (GP104 GPU)을 출시했다.
2020년 9월 1일, 엔비디아는 HDMI 2.1의 디스플레이 스트림 압축 1.2와 함께 전체 48 Gbit/s 대역폭을 지원하는 세계 최초의 독립형 그래픽 카드인 GeForce RTX 30 시리즈를 출시했다.

### 게임 콘솔
7세대 비디오 게임기부터 대부분의 콘솔은 HDMI를 지원한다. HDMI를 지원하는 비디오 게임 콘솔로는 엑스박스 360 (2007년 이전 모델 대부분 제외) (1.2a), 엑스박스 원 (1.4b), 엑스박스 원 S (2.0a), 엑스박스 원 X (2.0b), 플레이스테이션 3 (1.3a), 플레이스테이션 4 (1.4b), 플레이스테이션 4 프로 (2.0a), Wii U (1.4a), 닌텐도 스위치 (1.4b), 닌텐도 스위치 (OLED 모델) (2.0a), 엑스박스 시리즈 X/S (2.1), 플레이스테이션 5 (2.1), 그리고 닌텐도 스위치 2가 있다.

### 태블릿 컴퓨터

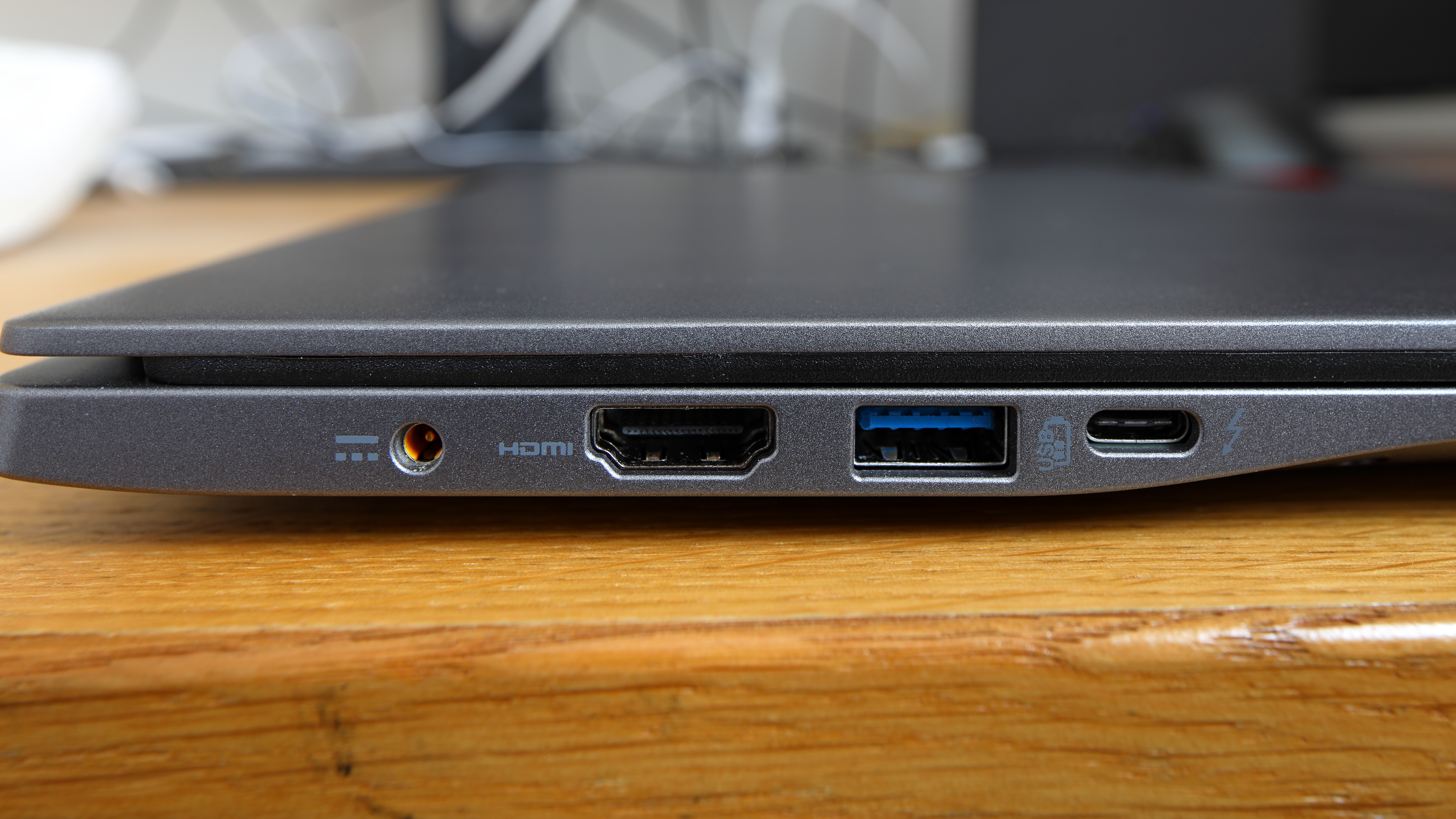
랩톱 컴퓨터 측면의 HDMI 포트

일부 태블릿 컴퓨터는 마이크로 HDMI (Type D) 포트를 사용하여 HDMI를 구현하는 반면, 이패드 트랜스포머와 같은 다른 태블릿은 미니 HDMI (Type C) 포트를 사용하여 표준을 구현한다. 모든 아이패드 모델에는 라이트닝 커넥터를 표준 HDMI (Type A) 포트로 변환하는 특수 A/V 어댑터가 있다. 삼성은 갤럭시 탭 10.1용으로 HDMI 및 USB 드라이브로 변환할 수 있는 유사한 독점 30핀 포트를 가지고 있다. 델 스트릭 5 스마트폰/태블릿 하이브리드는 HDMI를 통해 출력할 수 있다. 스트릭은 PDMI 포트를 사용하지만, 별도의 크래들이 HDMI 호환성을 추가한다. 일부 안드로이드 OS를 실행하는 태블릿은 미니 HDMI (Type C) 포트를 사용하여 HDMI 출력을 제공한다. 대부분의 새로운 랩톱과 데스크톱에는 이제 HDMI가 내장되어 있다.

### 휴대 전화
많은 휴대폰은 마이크로 HDMI 커넥터, SlimPort, MHL 또는 기타 어댑터를 통해 HDMI 비디오 출력을 생성할 수 있다.

### 레거시 호환성
HDMI는 디지털-아날로그 변환회로 또는 AV 리시버를 통해서만 구형 아날로그 전용 장치(SCART, VGA, RCA 단자 등과 같은 연결 사용)와 함께 사용할 수 있는데, 이는 인터페이스가 아날로그 신호를 전달하지 않기 때문이다(DVI-I 포트가 있는 장치가 디지털 또는 아날로그 신호를 수신하거나 제공하는 DVI와는 다름). 필요한 전자 장치가 포함된 케이블을 사용할 수 있지만, 이러한 액티브 컨버터 케이블과 패시브 HDMI-VGA 케이블을 구별하는 것이 중요하다(패시브 케이블은 전자 장치가 포함되어 있지 않아 일반적으로 더 저렴하다). 패시브 케이블은 사용자가 VGA 커넥터에 HDMI 신호를 생성하거나 기대하거나, HDMI 커넥터에 VGA 신호를 생성하거나 기대하는 장치를 가지고 있는 경우에만 유용하다. 이는 비표준 기능이며 대부분의 장치에서 구현되지 않는다.

## USB Type-C용 HDMI 대체 모드
USB-C의 HDMI 대체 모드는 USB-C 커넥터가 있는 HDMI 지원 소스를 어댑터 없이 표준 HDMI 디스플레이 장치에 직접 연결할 수 있도록 한다. 이 표준은 2016년 9월에 출시되었으며, HDMI 1.4b의 모든 기능(최대 울트라 HD 30 Hz의 영상 해상도 및 CEC 등)을 지원한다. 이전에는 유사한 디스플레이포트 대체 모드를 사용하여 USB Type-C 소스에서 HDMI 디스플레이에 연결할 수 있었지만, 그 경우에는 디스플레이포트에서 HDMI로 변환하는 데 액티브 어댑터가 필요했던 반면, HDMI 대체 모드는 디스플레이에 직접 연결된다.
대체 모드는 USB-C에 있는 4개의 SuperSpeed 차동 쌍을 재구성하여 3개의 HDMI TMDS 채널과 클럭 신호를 전달한다. 2개의 사이드밴드 사용 핀(SBU1 및 SBU2)은 HDMI 이더넷 및 오디오 리턴 채널과 핫 플러그 감지 기능(HEAC+/Utility 핀 및 HEAC−/HPD 핀)을 전달하는 데 사용된다. USB-C에 DDC 클럭(SCL), DDC 데이터(SDA) 및 CEC를 수용할 수 있는 재구성 가능한 핀이 충분하지 않기 때문에, 이 3가지 신호는 USB 전력 공급 2.0(USB-PD) 프로토콜을 통해 HDMI 소스와 싱크 사이에 연결되며, USB-C 구성 채널(CC) 와이어를 통해 전달된다. 이는 케이블이 전자적으로 마킹되어 있어(즉, USB-PD 노드가 포함되어 있어) 구성 채널을 통해 소스에서 케이블의 노드로 DDC 및 CEC를 터널링하는 역할을 하며, 이러한 USB-PD 메시지는 재생된 DDC(SCL 및 SDA 신호) 또는 CEC 신호로 수신되어 HDMI 싱크로 전달되기 때문이다.
2023년 1월 CES에서 언급되었듯이, USB Type-C용 HDMI 대체 모드는 더 이상 업데이트되지 않고 있다. 알려진 바에 따르면 이 프로토콜을 사용하는 제품이 없기 때문에 현재 시장에서의 관련성이 낮아졌기 때문이다. 이는 디스플레이포트 대체 모드가 USB-C를 통한 주요 비디오 프로토콜로 자리 잡으면서 소비자 혼란을 줄이는 데 도움이 될 것이다.

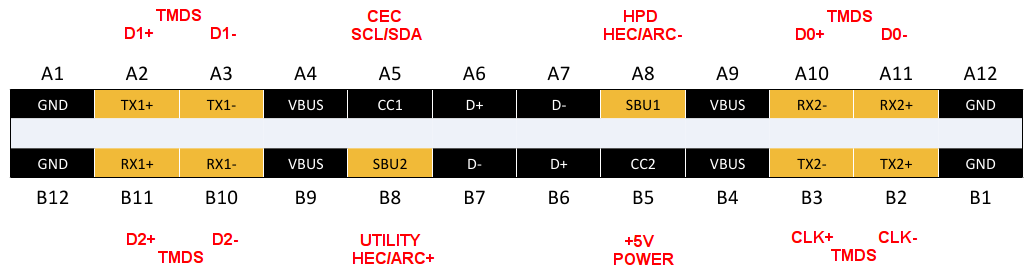
USB Type-C HDMI 대체 모드의 핀 매핑

## 디스플레이포트와의 관계

듀얼 모드 디스플레이포트 로고

디스플레이포트 음성/영상 인터페이스는 2006년 5월 비디오 전자공학 표준위원회(VESA)에 의해 도입되었다. 역사적으로 HDMI 라이선싱 LLC는 디스플레이포트의 업계 내 위치에 대해 공개적으로 경시하는 태도를 보였다. 2009년 인터뷰에서 사장은 "일부 PC에 디스플레이포트 커넥터가 있지만, 이는 시장에서 자리 잡지 못한 틈새 애플리케이션이다"라고 언급했다.
최근 몇 년 동안 디스플레이포트 커넥터는 프리미엄 제품(디스플레이, 데스크톱 컴퓨터, 비디오 카드)의 일반적인 기능이 되었다. 디스플레이포트 장비를 생산하는 대부분의 회사는 컴퓨터 부문에 속한다. 디스플레이포트 웹사이트는 디스플레이포트가 HDMI를 보완할 것으로 예상된다고 명시하고 있지만, 2016년 기준 HD 및 UHD TV의 100%가 HDMI 연결 기능을 갖추고 있었다. 디스플레이포트는 멀티미디어 콘텐츠 제작자와 게이머에게 유용한 일부 고급 기능(예: 5K, Adaptive-Sync)을 지원했는데, 이것이 대부분의 GPU에 디스플레이포트가 있는 이유였다. 이러한 기능은 나중에 공식 HDMI 사양에 추가되었지만, HDMI 2.1의 도입으로 이러한 격차는 이미 해소되었다(예: VRR / Variable Refresh Rate).
디스플레이포트는 가변 수의 차동 쌍 레인과 오디오 및 비디오 간의 유연한 대역폭 할당을 허용하는 자체 클럭킹 방식의 마이크로 패킷 기반 프로토콜을 사용하며, 오디오 스트림에 다중 채널 압축 오디오 형식을 캡슐화할 수 있다. 디스플레이포트 1.2는 다중 오디오/비디오 스트림, 가변 주사율(프리싱크), HDMI 1.2 또는 1.4와 호환되는 듀얼 모드 송신기를 지원한다. 개정 1.3은 새로운 HBR3 모드로 전체 전송 대역폭을 32.4 Gbit/s로 증가시키며, 레인당 8.1 Gbit/s를 특징으로 한다. 필수 HDMI 2.0 호환성 및 HDCP 2.2를 포함한 듀얼 모드를 요구한다. 개정 1.4는 디스플레이 스트림 압축(DSC), BT.2020 색 공간 지원, CTA-861.3의 HDR10 확장(정적 및 동적 메타데이터 포함)을 추가했다. 개정 1.4a는 2018년 4월에 발표되었으며, 디스플레이포트의 DSC 구현을 1.2에서 1.2a로 업데이트했다. 개정 2.0은 전체 대역폭을 25.92에서 77.37 Gbit/s로 증가시켜 해상도 및 주사율 증가, HDR 지원을 통한 해상도 및 주사율 증가, 기타 관련 개선 사항을 가능하게 했다. 개정 2.1은 2022년 10월에 발표되었으며, 새로운 DP40 및 DP80 케이블 인증을 통합하여 버전 2.0에서 도입된 UHBR10 (40 Gbit/s) 및 UHBR20 (80 Gbit/s) 속도에서 적절한 작동을 요구하고, USB4/USB Type-C 연결을 통해 디스플레이포트 터널링이 다른 I/O 데이터 트래픽과 더 효율적으로 공존할 수 있도록 대역폭 관리 기능을 추가했다.
디스플레이포트는 듀얼 모드 작동 및 TMDS 신호 전송을 가능하게 하는 어댑터 감지 메커니즘을 특징으로 하여 패시브 어댑터를 사용하여 DVI 및 HDMI 1.2/1.4/2.0 신호로 변환할 수 있다. 동일한 외부 커넥터가 두 프로토콜에 사용된다 – DVI/HDMI 패시브 어댑터가 연결되면 송신기 회로가 TMDS 모드로 전환된다. 디스플레이포트 듀얼 모드 포트 및 케이블/어댑터는 일반적으로 DisplayPort++ 로고로 표시된다. 선더볼트 포트( mDP 커넥터 포함)도 듀얼 모드 패시브 HDMI 어댑터/케이블을 지원한다. 듀얼 링크 DVI 및 컴포넌트 비디오(VGA/YPbPr)로의 변환에는 액티브 전원 어댑터가 필요하다.
USB 3.1 Type-C 커넥터는 모바일 장치에서 mDP, 선더볼트, HDMI, VGA와 같은 기존 비디오 커넥터를 대체하며 점점 더 표준 비디오 커넥터가 되고 있다. USB-C 커넥터는 표준 USB Type-C 케이블 또는 Type-C-디스플레이포트 케이블 및 어댑터를 사용하여 독 및 디스플레이로 디스플레이포트 비디오를 전송할 수 있다. USB-C는 디스플레이포트에서 HDMI 1.4 또는 2.0으로 액티브하게 변환하는 HDMI 어댑터도 지원한다. USB Type-C용 디스플레이포트 대체 모드 사양은 2015년에 발표되었다. USB Type-C 칩셋은 듀얼 모드를 포함할 필요가 없으므로 패시브 DP-HDMI 어댑터는 Type-C 소스와 호환되지 않는다. "USB Type-C용 HDMI 대체 모드" 사양은 2016년에 발표되었지만, HDMI 라이선싱 관리는 2023년에 중단되었으며, 어댑터가 생산된 적이 없다고 밝혔다.
디스플레이포트는 로열티가 없지만, 특허 풀 관리자인 Via-LA는 디스플레이포트 사양에 필수적이라고 간주하는 특허에 대한 대량 라이선스에 대해 장치당 0.20 미국 달러의 요금을 징수하려고 시도하고 있다. 반면 HDMI는 연간 10,000 미국 달러의 수수료와 단위당 0.04~0.15 미국 달러의 로열티율이 있다.
HDMI는 첫 번째 세대부터 소비자 가전 제어 (CEC) 신호를 전송할 수 있는 등 디스플레이포트에 비해 몇 가지 이점을 가지고 있었다(2014년에 도입된 디스플레이포트 1.3은 CEC 신호를 전송할 수 있는 가장 초기 디스플레이포트 세대이다).

## 모바일 고선명 링크와의 관계
모바일 고선명 링크 (MHL)는 스마트폰, 태블릿과 같은 모바일 장치를 고선명 텔레비전 (HDTV) 및 디스플레이에 연결하기 위한 HDMI의 변형이다. 수동 케이블과 어댑터만 사용하여 HDMI와 호환되는 DVI와 달리, MHL은 HDMI 소켓이 MHL을 지원해야 하며, 그렇지 않으면 신호를 HDMI로 변환하려면 액티브 어댑터 (또는 동글)가 필요하다. MHL은 5개의 가전제품 제조업체 연합체에 의해 개발되었으며, 이들 중 일부는 HDMI도 개발했다.
MHL은 표준 HDMI 연결의 3개 TMDS 채널을 최소 5개의 핀을 제공하는 모든 커넥터에서 실행되는 단일 채널로 줄였다. 이를 통해 마이크로 USB와 같은 모바일 장치의 기존 커넥터를 사용할 수 있어 추가적인 전용 비디오 출력 소켓이 필요 없다. USB 포트는 호환 가능한 장치가 연결되었음을 감지하면 MHL 모드로 전환된다.
HDMI와 공통적인 기능(HDCP 암호화된 비압축 고선명 비디오 및 8채널 서라운드 사운드 등) 외에도, MHL은 사용 중 모바일 장치에 전력 충전 기능을 제공하며, TV 리모컨으로 모바일 장치를 제어할 수 있도록 한다. 이러한 추가 기능 지원을 위해서는 MHL 지원 HDMI 포트에 연결해야 하지만, 액티브 MHL-HDMI 어댑터(표준 HDMI 포트에 연결됨)를 사용할 때도 어댑터에 별도의 전원 연결이 있으면 전력 충전이 가능하다.
HDMI와 마찬가지로 MHL은 USB-C 대체 모드를 정의하여 USB-C 연결을 통해 MHL 표준을 지원한다.
버전 1.0은 2.25 Gbit/s의 대역폭으로 720p/1080i 60Hz (RGB/4:4:4 픽셀 인코딩)를 지원했다. 버전 1.3과 2.0은 팩트픽셀 모드에서 Y′CBCR 4:2:2의 3 Gbit/s 대역폭으로 1080p 60Hz를 추가로 지원했다. 버전 3.0은 대역폭을 6 Gbit/s로 늘려 울트라 HD (3840 × 2160) 30Hz 비디오를 지원했으며, HDMI처럼 프레임 기반에서 패킷 기반으로 변경되었다.
네 번째 버전인 superMHL은 여러 TMDS 차동 쌍(최대 6개)을 통해 작동하여 최대 36 Gbit/s의 대역폭을 증가시켰다. 6개의 레인은 가역적인 32핀 superMHL 커넥터를 통해 지원되며, 4개의 레인은 USB-C 대체 모드를 통해 지원된다(마이크로 USB/HDMI에서는 단일 레인만 지원됨). 디스플레이 스트림 압축 (DSC)은 최대 8K 울트라 HD (7680 × 4320) 120Hz HDR 비디오를 지원하고, 단일 레인을 통해 울트라 HD 60Hz 비디오를 지원하는 데 사용된다.

## 같이 보기
- 디지털 비주얼 인터페이스
- 디스플레이포트
- HD 레디
- xvYCC